# Justice League
La Justice League (JL), anche nota come Justice League of America (JLA) e talvolta tradotta come Lega della Giustizia, è un gruppo di supereroi dei fumetti statunitensi pubblicati da DC Comics e creato nel 1960 dallo sceneggiatore Gardner Fox, da un'idea di Julius Schwartz. Con i testi di Fox e i disegni di Mike Sekowsky, il gruppo esordì nel 1960 sulla collana antologica The Brave and the Bold (n. 28) e ottenne una sua serie regolare l'anno stesso con la testata Justice League of America (vol. 1).
L'idea del gruppo di supereroi si ispirava a quella della Justice Society of America, gruppo di personaggi creato per l'editore All-American Publications da Sheldon Meyer nel 1940; durante la Silver Age (dopo il 1956) visto il successo che i supereroi stavano nuovamente riscuotendo dopo un periodo di declino nel dopoguerra, Gardner Fox e Julius Schwartz decisero di riproporre una nuova versione del gruppo inserendovi alcuni dei principali personaggi della DC Comics, affiancati da altri meno conosciuti con l'obiettivo di avere un super-gruppo in grado di fronteggiare minacce che nessun altro supereroe potesse affrontare da solo. Il termine Society, per le sue implicazioni classiste e perché non ben visto nella paranoica epoca della guerra fredda, venne sostituito con League, ispirandosi al termine usato per indicare le associazioni sportive più diffuse in America, come la National Football League e la Major League Baseball.
Durante gli anni la serie ha dato origine a numerosi spin-off come Justice League Europe, Justice League International, Justice League Task Force, Extreme Justice, Justice League Antarctica, Justice League Elite, Justice League Dark, Justice League 3000, Justice League United, Justice League of China.

## Storia editoriale

### Periodo Silver Age (1960-1970)

#### Contesto e ideazione
La Justice League of America viene pubblicata per la prima volta sulla serie antologica The Brave and The Bold con data di copertina febbraio-marzo 1960. Era consuetudine del periodo sperimentare un nuovo personaggio o una nuova idea su una testata senza personaggi fissi. In questo modo si vagliava la risposta del pubblico e, se era positiva, si lanciava una nuova serie regolare. Siamo agli inizi del periodo Silver Age dei fumetti di supereroi. Ciò che contraddistingue questi anni è il tentativo della DC Comics (seguita poi da altre case editrici) di riproporre i supereroi Golden Age in una nuova veste grafica e di contenuti. Alla fine degli anni cinquanta l'operazione sta avendo successo con personaggi come Flash e Lanterna Verde. Di conseguenza il redattore Julius Schwartz decide di lanciare una nuova versione della Justice Society of America e ne affida i testi a Gardner Fox. Quest'ultimo è già stato autore della Justice Society, nata nel 1940 sulla serie All-Star Comics della casa editrice All-American Publications, che nel 1940 era partner della DC. La prima formazione entra in azione contro l'alieno Starro The Conqueror. Fox e Schwartz decidono di porre l'attenzione principalmente sui personaggi Silver Age come Flash (Barry Allen), Lanterna Verde (Hal Jordan), Martian Manhunter e Wonder Woman. Superman e Batman rimangono in disparte anche se risultano come membri fondatori. Questi ultimi due personaggi sono infatti controllati a livello editoriale da Jacl Schiff e Mart Weisinger e non da Schwartz che preferisce quindi non sfruttarli come membri permanenti del gruppo. Gardner Fox decide inoltre di inserire una spalla (sidekick) dal nome Snapper Carr. Si tratta di un adolescente senza superpoteri con l'abitudine di schioccare le dita (snap) e risulta quasi sempre determinante nel risolvere le battaglie. Il personaggio viene ritenuto fastidioso dagli stessi lettori e col passare del tempo gli autori lo devono togliere dal gruppo. Dopo le storie pubblicate su The Brave and The Bold nn. 28-30, al gruppo viene dedicata la serie regolare Justice League of America (vol. 1), destinata a durare per 261 numeri. Il primo numero porta la data di copertina ottobre-novembre 1960 mentre l'ultimo albo è distribuito con data aprile 1987. Sul n. 9 (febbraio 1962) viene pubblicata la storia: The Origin of the Justice League di Gardner Fox (testi) - Mike Sekowsky (matite) - Bernard Sachs (chine). Questo albo stabilisce l'origine del gruppo che rimane valida nella continuity dei fumetti Silver Age così come degli anni '70 e i primi anni '80, quindi per tutto il periodo definito pre-Crisis. La storia viene narrata in flashback a Snapper Carr e vede Aquaman, Wonder Woman, Lanterna Verde II (Hal Jordan), Flash II (Barry Allen) e Martian Manhunter unirsi per combattere una minaccia aliena dal nome Appellax. Superman e Batman arrivano solo alla fine dello scontro perché già impegnati contro altri "supercriminali". I due capiscono di non poter essere sempre presenti e che ci sono minacce che richiedono un'associazione meglio organizzata che protegga la Terra. Viene così fondata la Lega della Giustizia con i primi sette membri ufficiali. Inizialmente la sede del gruppo si stabilisce in una grotta segreta fuori della piccola cittadina di Happy Harbor, Rhode Island.

#### Il ciclo di Gardner Fox e Mike Sekowsky (1960-1968)

La Justice League of America disegnata da Mike Sekowsky

Il ciclo di Fox sul gruppo rimane il più lungo per quanto riguarda le storie consecutive scritte da un singolo autore. Ai disegni viene coadiuvato da Mike Sekowsky, che rimane in questo ruolo quasi per tutti gli albi. Fanno eccezione gli ultimi due che vedono l'inizio dell'epoca di Dick Dillin come disegnatore. In questo periodo gran parte delle storie nascono a livello editoriale, dove Julius Schwartz sviluppa un abbozzo di storia, da cui fa poi disegnare una copertina e da quella Fox ne deve sviluppare uno script. Siamo quindi in presenza di una supremazia degli editor rispetto agli autori ed artisti, caratteristica del metodo di lavoro dell'allora National Comics, che però andrà a modificarsi nel corso degli anni sessanta. I disegni di Sekowsky sono poi caratterizzati da una certa legnosità e mancano di dinamismo, perdendo quindi il confronto con le tavole dinamiche e di grande impatto scenografico dei Fantastici Quattro di Jack Kirby, pubblicate dalla rivale Marvel Comics. Nonostante questo è possibile però individuare delle tematiche narrative che mettono le fondamenta non solo delle future serie della League ma anche dell'intero universo DC. Le storie presentano infatti elementi fantascientifici che si mischiano a situazioni bizzarre e surreali che sfiorano la psichedelia, rendendo molte avventure della Justice League degli anni sessanta originali e apprezzabili anche a distanza di decenni. La tematica più importante introdotta da questo run rimane però l'istituzione canonica delle storie denominate Crisis on Multiple Earths cioè di quelle avventure che vedono la Justice League venire in contatto con terre parallele nelle quali esistono versioni differenti dei membri del gruppo o in cui la storia della Terra si è dipanata in maniera diversa da quella conosciuta. Caratteristica delle avventure in terre alternative di questi anni è l'incontro con il gruppo della Justice Society of America, primo supergruppo dell'editore, pubblicato tra gli anni quaranta e cinquanta. Sulla serie di Flash (nel celebre n. 123 del settembre 1961 e dal titolo Flash dei due mondi), Barry Allen (il nuovo velocista scarlatto) aveva scoperto una terra alternativa dove viveva il primo Flash (il cui alter ego è Jay Garrick), attivo durante la seconda guerra mondiale e membro della Justice Society, la quale viene poi incontrata da Barry su Flash (vol. 1) n. 137 (giugno 1963); si tratta della prima apparizione dello storico gruppo dal 1951. A questo punto si svela ai lettori che tutte le avventure pubblicate sulla Justice Society sono realmente accadute ma hanno avuto luogo in una terra parallela che ha avuto sviluppi storici leggermente differenti dalla nostra. Questa terra alternativa viene denominata Terra-Due. Fox e Schwartz progettano quindi il primo incontro tra i due gruppi che avviene su Justice League of America (vol. 1) nn. 21-22 (del settembre 1968). Tale team-up, che serve a sconfiggere una minaccia comune ai due universi, prende il nome di Crisis (cioè "crisi"), titolo che diviene iconico per la DC nella sua storia successiva. Infatti per tutta la Silver Age (e fino agli anni novanta) ogni volta che si ha l'incontro di personaggi di altri universi è sempre presente il termine Crisis. La serie della Justice League vede una storia-crisis ogni anno ed arriva ad incontrare personaggi di terre alternative che non siano Terra-Due. Fox e Schwartz mettono quindi i mattoni del primo Multiverso DC Comics. Durante questo periodo si hanno infatti otto racconti che rientrano nei canoni delle Crisis on Multiple Earths e si vede la creazione di Terra-Tre con il suo Crime Syndicate of America e Terra-A con i Lawless (controparti malvagie dei supereroi).
Il primo nuovo membro che entra a far parte della Justice League, non essendone un fondatore, è Freccia Verde su Justice League (vol. 1) n. 4 (maggio 1961). Nelle idee degli autori l'arciere Oliver Queen è l'ideale sostituto della figura di Batman all'interno del team. Nel n. 14 (settembre 1962) si unisce al gruppo anche la nuova versione di Atom. Questi è una riscrittura di un personaggio della Golden Age (Al Pratt) che Julius Schwartz aveva rilanciato negli anni sessanta dandogli il potere di rimpicciolirsi (abilità non posseduta dal suo predecessore). Sul n. 31 (novembre 1964) diventa membro anche il nuovo Hawkman, la cui origine non è più di stampo mitologico ma aliena, in quanto si tratta di un tutore dell'ordine del pianeta Thanagar.

#### Il ciclo di Dennis O'Neil (1968-1970)
Dennis O'Neil scrive le storie della Justice League per soli due anni, per un totale di 15 numeri (nn. 66, 69-75, 77-83, i numeri saltati contengono ristampe). Nonostante si tratti di un run breve, riesce comunque a lasciare un segno indelebile nelle dinamiche del gruppo e nel tono delle storie. Ad affiancarlo come disegnatore c'è Dick Dillin, storico disegnatore della serie per la quale arriva a realizzare 114 numeri. Grazie anche ad una maggiore libertà creativa arrivata dalla gestione di Carmine Infantino, allora direttore editoriale, Dennis apporta diverse modifiche sostanziali. La prima è la gestione dei personaggi, i quali cominciano ad essere maggiormente approfonditi e i cui rapporti riflettono tensioni e contrasti inevitabili in un gruppo così variegato. Ad esempio si sottolineano le opposte vedute di Green Arrow, di pensiero liberale, a quelle di Hawkman, dipinto invece come un conservatore. Allo stesso tempo si toglie dal gruppo la mascot-teenager Snapper Carr, vista come un comic relief ormai abusato e ostico anche ai lettori. Questo avviene in una celebre storia in cui Snapper tradisce i suoi amici favorendo il Joker e svelando il loro rifugio segreto (Justice League of America n. 77 del dicembre 1969). Una delle conseguenze che ha fatto epoca è il trasferimento della base segreta della Justice Laegue da una caverna ad un satellite in rotazione geocentrica sopra gli Stati Uniti. Questo cambiamento riflette anche una diversa prospettiva con la quale i supereroi affrontano la loro posizione di membri, in quanto la Lega della Giustizia diviene di fatto un'organizzazione che veglia sul pianeta terra e la cui sede si trova letteralmente nei cieli. Dennis O'Neil apre anche la tradizione di cambiare frequentemente il roasting del gruppo e Wonder Woman è la prima nella storia a lasciare il team, su Justice League of America (vol. 1) n. 69 (febbraio 1969). Allo scrittore non piace neppure il personaggio venuto da Marte, cioè Martian Manhunter in quanto, in un'epoca di viaggi spaziali, non ritiene più credibile l'esistenza di una civiltà sul pianeta rosso. Il marziano lascia quindi il pianeta Terra insieme al suo popolo per raggiungere una nuova casa tra le stelle. Questo processo rientra nel tentativo di dare un tono più realistico e meno leggero alle storie rispetto alla gestione precedente del duo Schwartz-Fox. D'altra parte questa operazione viene portata avanti da O'Neil e Infantino anche sulle serie dedicate ai singoli personaggi. Il cambiamento più drastico è quello apportato a Wonder Woman, che si vede tolti i suoi superpoteri in un tentativo (forse eccessivo) di rendere credibile e realistico il personaggio, ma modifiche simili avvengono (anche se solo per le tematiche) con personaggi come Lanterna Verde e Freccia verde. Questi ultimi due supereroi sono tra l'altro protagonisti di un celebre ciclo di storie di O'Neil e Neal Adams che li porta a viaggiare per gli Stati Uniti e le sue contraddizioni. Per rispettare la continuity dei personaggi, questi si ritirano da membri della Justice League sul n. 81 (del giugno 1970). In quest'albo viene anche introdotto un elemento importante per la storia futura dell'Universo DC, infatti è adesso che Jean Loring, la moglie di Ray Palmer (Atomo II) comincia a dimostrare segni di squilibrio mentale. Tale fattore viene ripreso nel 2004 dallo scrittore Brad Meltzer come antefatto per gli eventi della miniserie Crisi d'identità. Al posto di Wonder Woman entra a far parte del gruppo Black Canary, eroina che arriva da Terra-Due (dove ha perso il marito) e in cerca di un nuovo inizio.
Durante il ciclo di O'Neil si assiste quindi ad un cambiamento nel tono delle storie (ora meno leggero) e ad una eliminazione delle storie episodiche (autoconclusive nel corso di un singolo albo) per dare alla Justice League un respiro più ampio, con saghe che si dipanano in più numeri ed uno status quo ormai sempre in bilico. I membri non danno più impressione di appartenere ad una allegra confraternita ma piuttosto sono combattuti anche all'interno tra posizioni di vista differenti e giochi di potere per la leadership del gruppo. Queste sono caratteristiche destinate a sopravvivere nel corso delle varie incarnazioni del team durante tutta la sua storia editoriale.

### Periodo Bronze Age (1970-1986)
Con l'inizio degli anni settanta termina la Silver Age dei comics; il periodo è caratterizzato da un progressivo calo nelle vendite degli albi a fumetti, fattore che colpisce tutti gli editori e soprattutto la DC che entro la fine del decennio si trova spodestata dal suo ruolo di casa editrice leader del settore. A livello sociale le idee progressiste degli anni sessanta sembrano svanire e gli scandali politici come il Watergate, lo stallo della guerra in Vietnam, i tumulti delle minoranze, la stagflazione tolgono fiducia e ottimismo alla società americana. Questa crisi di identità colpisce anche i fumetti e la DC cerca di reagire con il rinnovamento di icone come Superman e Batman, la maggior attenzione al "mondo reale" da parte degli autori e l'arrivo del re dei comics Jack Kirby (colui che negli anni sessanta ha contribuito a creare l'universo Marvel). Gli aumenti dei costi della carta ed errori editoriali sui formati e la gestione della distribuzione porteranno l'editore al collasso nel 1978 (fase conosciuta come DC Implosion). La situazione si riflette sulla serie della Justice League of America che si ritrova in crisi di vendite e senza un autore che riesca a dargli una nuova identità. Dopo il tentativo di rinnovamento durante il periodo di Dennis O'Neil, si succedono ai testi della Justice League diversi scrittori, nessuno però rimane sulla serie per un periodo sufficiente a dare continuità alle storie. L'interferenza dei redattori e il continuo cambio del formato (che spesso infarcisce gli albi di ristampe) non aiuta a riportare verso il supergruppo l'interesse che godeva da parte dei lettori nel decennio precedente.
Mentre il 1970 è comunemente accettato come l'anno d'inizio del periodo bronze age, quello finale può differire a seconda delle analisi di mercato e delle vicende delle singole case editrici. Per quanto riguarda la Justice League la fine di questo turbolento periodo è il 1986 con l'albo Justice League of America (vol. 1) n. 256 (del gennaio 1986), scritto da Gerry Conway, cioè l'autore che ha realizzato il maggior numero di albi della medesima tra gli anni settanta e gli anni ottanta. Per l'importanza dell'anno in questione, che vede la pubblicazione (iniziata nel 1985) di Crisi sulle Terre infinite, Il ritorno del Cavaliere Oscuro di Frank Miller, Watchmen di Alan Moore e Legends, risulta anche essere la conclusione della Bronze Age per la DC Comics. Da notare che nel 1970 il nome ufficiale della casa editrice era ancora National Periodical Publications, Inc. e i suoi albi venivano distribuiti con il logo Superman National Comics - DC. Dal 1976 il nome della compagnia divenne ufficialmente DC Comics e per l'occasione viene creato un nuovo logo. Il primo albo della Justice League of America pubblicato con il nuovo logo DC è il n. 139 (con data di copertina febbraio 1977 ma distribuito verso la fine del 1976), la copertina è di Neal Adams.

#### Vari scrittori su Justice League of America (1970-1977)
Dennis O'Neil lascia le redini di scrittore della serie con Justice League of America (vol. 1) n. 84 (dicembre 1970), albo che realizza insieme a Mike Friederich, destinato a succedergli. Negli anni seguenti (fino alla DC Implosion del 1978) non vi sarà più uno scrittore che dirige la serie più a lungo di quanto fatto da O'Neil (o il suo predecessore Gardner Fox), a questo si aggiunge una continua sperimentazione di nuovi format e di prezzo da parte della DC Comics. Si passa da albi di ristampe di 80 pagine ad albi che contengono sia ristampe che materiale originale. Non bisogna poi sottovalutare l'aumento del prezzo di copertina da 15 a 25 centesimi. Si apre quindi un periodo di mancanza di stabilità creativa e di autori che, invece di crerare storie epiche degne del supergruppo, cercano di suscitare interesse introducendo nuovi membri, spesso pittoreschi quali Phantom Stranger (n. 103, del dicembre 1972), Elongated Man (n. 105, del maggio 1973) o Red Tornado (n. 106, giugno-luglio 1973). A questo si aggiunge la creazione di nuove terre parallele, durante gli eventi Crisis on Multiple Earths, che spesso sono ripetitive e aggiungono confusione nella continuity degli albi DC. Il run di Friedrich inizia con il n. 86 e termina con il n. 99. Quest'ultimo albo non presenta ristampe e il prezzo si abbassa di 5 centesimi. Si tratta di un tentativo dell'editore di andare incontro ai lettori per risollevare le vendite. Bisogna sottolineare che il disegnatore Dick Dillin rimane saldo nel suo ruolo per la sequenza record di 114 numeri, riuscendo a dare almeno una coerenza stilistica e visiva alla Justice League degli anni settanta.
A partire dal celebrativo 100º albo della Justice League (agosto 1972), subentra come scrittore Len Wein che resta però solo 15 numeri (fino al n. 114 del dicembre 1974). In questo periodo, durante i rituali team-up annuali con la Justice Society di Terr-Due, reintroduce nel Multiverso DC altri personaggi appartenenti a terre parallele. Sulla Crisis on Multiple Earths dei nn. 100-102 si rivedono i Seven Soldiers of Victory (ripresi dal periodo Golden Age) e sui nn. 107-108 si scopre Terra-X dove risiedono i Freedom Fighters e gli altri personaggi che la DC ha inglobato acquisendo la Quality Comics. Nel 12º team-up annuale tra League e Society (n. 113 di settembre-ottobre 1974) si rivede anche Sandy, il sidekick del Sandaman originale. Uno degli elementi più interessanti e longevi promossi da Len Wein è però stata la creazione di Libra, leader di una nuova Lega dell'ingiustizia che ha un satellite geosincrono che ruota su posizione opposta rispetto a quello della League. Il personaggio di Libra torna alla ribalta grazie a Grant Morrison durante l'epocale Crisi finale, pubblicata nel 2008.
Tra il 1975 e il 1977 sulla serie Justice League of America si alternano diversi scrittori quali: Dennis O'Neil (che torna per un solo albo, il n. 115), Gerry Conway, Cary Bates, Elliot S! Maggin, Martin Pasko, Paul Levitz e Steve Englehart. Questo triennio risulta essere caotico e discontinuo non solo nella qualità e coerenza delle storie ma anche nel formato dell'albo e prezzo di copertina. Anche su questo titolo, come in molti altri dell'editore si avvertono le premesse che porteranno alla Implosione DC anche se la serie non viene cancellata, ma riesce a mantenere il suo corso tra il 1978 e il 1979. Il n. 116 è di Cary Bates (i disegni sono sempre di Steve Dillin nonostante la rotazione degli autori) che oltre ad introdurre il nuovo personaggio The Golden Eagle è l'ultimo numero ad essere proposto nel formato da 100 pagine con storie nuove insieme a ristampe. Bates realizza anche i nn. 120-121 (luglio-agosto 1975) in cui l'avventuriero spaziale Adam Strange si sposa con Alanna sul pianeta Rann. Maggin realizza i nn. 117-119 (aprile-giugno 1977) in cui Hawkman e Hawkgirl ritornano sulla terra e il primo si riunisce al gruppo (lasciato sul n. 109). Hawkgirl si unirà alla Justice League sul n. 146 (settembre 1977) nonostante l'iniziale opposizione di Superman. Esisteva infatti una regola che prevedeva di non poter arruolare due supereroi con gli stessi poteri (in questo caso i due rappresentanti del pianeta Thanagar). Per le doti mostrate in battaglia viene comunque accettata e rimarrà membro fino al 1984. Gerry Conway realizza un trittico di storie (nn. 125-127, tra il dicembre 1975 e il febbraio 1976) che pongono le basi per il rilancio della storica serie All Star Comics con protagonisti la Justice Society di Terra-Due. Sul n. 128 Martin Pasko scrive la storia che segna il rientro di Wonder Woman. Di questo periodo quello che firma il run più longevo è Steve Englehart, autore di 10 numeri (nn. 139-146 e nn. 149-150). Il suo contributo riesce a porre basi per importanti sviluppi futuri nell'Universo DC. Nei nn. 140-141 spiega che i Manhunters, personaggi creati da Jack Kirby due anni prima, sono un corpo di polizia androide che era stato creato dai Guardiani dell'universo prima di fondare il Corpo delle Lanterne Verdi, nel n. 142 introduce il Construct poi riutilizzato dal duo DeMatteis-Giffen nelle Justice League anni post-Crisis (quindi dopo il 1987), nel n. 143 riesce a costruire un prequel alle origini della League che ne dimostrano le interconnessioni con il resto del DC Universe, e nel n. 145 fa tornare Red Tornado. Negli ultimi due albi di Englehart il gruppo affronta la minaccia di The Key (nn. 149-150, dicembre 1977 - gennaio 1978). Gli unici due albi della Justice League of America (vol. 1) del 1977 non accreditati a Englehart sono i nn. 147-148 (di ottobre e novembre) che sono invece scritti da Martin Pasko e Paul Levitz e vedono il 15º team-up tra Justice Society e Justice League. Questa volta si devono unire al supergruppo del futuro chiamato Legione dei Super-Eroi, provenienti dal XXX secolo. Insieme devono sconfiggere la minaccia di Mordru. Il coautore dell'albo Paul Levitz si confermerà essere lo scrittore più celebrato per le storie della Legione ed è destinato a diventare presidente della DC Comics tra il 2002 e il 2009.

#### Il ciclo di Gerry Conway come scrittore unico (1978-1983)
A partire dal n. 151 (del febbraio 1978) Gerry Conway prende le redini di scrittore della serie Justice League of America (vol. 1) per un lungo periodo che si dipana dal 1978 fino agli eventi della miniserie-evento Crisis on Infinite Earths, pubblicata tra il 1985 e il 1986. Rimane come autore unico della serie fino al n. 216 (luglio 1983), prima di alternarsi con altri scrittori fino al n. 255 (ottobre 1986), suo ultimo albo della serie. Si trattano di anni difficili per la serie e in generale per la DC Comics che fatica a riprendere il terreno perso nei confronti della rivale Marvel e alla eccessiva confusione nella continuity del suo universo narrativo. L'anno più difficile è proprio il 1978, caratterizzato dalla chiusura di molti titoli e da una drastica riduzione del numero di pagine per albo. Si passa dalle 34 del n. 157 alle 25 del n. 158 per arrivare a 17 pagine (con il n. 161). Con la scelta di Conway si cerca di dare almeno continuità alle storie, cercando di creare trame di più ampio respiro e rinnovare parzialmente i ranghi del gruppo. Infatti a partire dal n. 161 (dicembre 1978) si unisce alla League la supereroina Zatanna (quarto membro femminile dopo Wonder Woman, Black Canary, Hawkgirl). Durante una storia in tre parti contro la Secret Society of Super-Villains, Zatanna cancella la memoria dei supercriminali che avevano appreso le identità segrete dei membri della Justice League. Il fatto viene poi ripreso negli anni duemila in Crisi d'identità per narrare una delle storie più importanti nella continuty del gruppo. Nel n. 153 (aprile 1978) viene introdotto un nuovo supereroe di origine australiana dal nome Ultraa, poi ripreso nel nn. 169-170 (agosto-settembre 1979). In seguito alla chiusura di numerose serie durante la DC Implosion, alcuni nuovi supereroi quali Black Lightning e Firestorm rimangono sena titolo e quindi si vedono disponibili per la Justice League. Il primo viene proposto da Green Arrow in parte per la sua origine afro-americana ma sorprendentemente Black Lightning declina, il secondo viene invece proposto da Superman e, nonostante l'opposizione di Green Arrow, viene accolto (n. 180 di luglio 1980). Cominciano a crearsi dei dissapori tra Oliver Queen e il resto del team che portano ad una uscita dal gruppo dell'arciere nel n. 181 (agosto 1980). La decisione definitiva è presa in seguito al ferimento di Black Canary con cui ha una relazione. Nel team-up annuale del 1978 con la Justice Society si vedono personaggi storici della DC quali Viking Pice, Enemy Ace e Jonah Hex. Nel team-up del 1979 si assiste allo scontro con lo Spirit King, dopo che su Adventure Comics n. 465, Mr. Terrific si riunisce con la Justice Society in quello che risulta essere un primo abbozzo di crossover tra le due serie. Nel 1980 i due supergruppi affrontano Darkseid e diversi personaggi creati nella prima metà degli anni settanta da Jack Kirby per la saga del Quarto Mondo. Si tratta della 18ª Crisis on multiple earths, pubblicata nei nn. 183-185 (ottobre-dicembre 1980) e vede la realizzazione dell'ultimo albo disegnato dallo storico disegnatore Dick Dillin per la serie Justice League of America. L'artista muore di attacco cardiaco l'uno marzo 1980 dopo aver completato il n. 183. Il suo run sulla serie conta la realizzazione di 114 numeri (record storico per le serie della Justice League) ed era cominciato nel 1968 con i disegni per gli ultimi due albi di Gardner Fox. Gli albi da lui disegnati sono: nn. 64-66, 69-75, 77-84, 86-92, 94-152, 154-183, quelli saltati contenevano solo ristampe e l'unico numero inedito che non vede il suo contributo tra il 1968 e il 1980 è il n. 153 (disegnato da George Tuska).
In seguito alla scomparsa di Dillin, la DC decide di chiamare un disegnatore già acclamato e di valore quale George Pérez. Divenuto famoso alla Marvel per un ciclo di storie dei Vendicatori, la DC lo mette sotto contratto per realizzare due serie regolari: quella in corso della Justice League e il rilancio dei Giovani Titani con ai testi Marv Wolfman. I dirigenti della casa editrice non hanno però tenuto conto dell'estrema lentezza che richiede Perez per realizzare le sue tavole e l'improvvisa dipartita di Dillin non permette di anticipare la realizzazione di qualche albo prima di iniziare la sua collaborazione con Conway. Il suo primo lavoro sono gli schizzi preparatori per i nn. 184-185 poi completati da Frank McLaughlin. In contemporanea all'uscita del n. 184 (novembre 1980) Perez deve anche realizzare le matite per The New Teen Titans n. 1, che viene fatto uscire lo stesso mese. Inevitabilmente il nuovo disegnatore non riesce a dare continuità al suo lavoro su Justice League of America e, tra il n. 184 (novembre 1980) e il n. 200 (marzo 1982), diversi albi sono assegnati ad altri disegnatori o realizzati solo parzialmente da Perez. Difatti la maggior parte degli albi realizzati dall'artista vedono il suo contributo solo negli schizzi e impostazione delle tavole (sono i nn. 184-185, nn. 192-194, nn. 195-197, 200). Il più lungo contributo di Perez alle matite avviene solo nel celebrativo 200º albo della Justice League of America dove realizza 32 pagine (su 72) con chine di Brett Breeding. Successivamente rimane come disegnatore delle copertine fino al n. 220 (anche se non le realizza tutte). Nonostante questo il periodo Conway-Perez rimane uno dei più apprezzati dai lettori e nella storia della Justice League Perez è considerato uno degli artisti migliori del periodo Bronze Age. Per quanto riguarda il suo reale contributo non è poi così fondamentale; è però lui a realizzare il nuovo costume di Zatanna che appare nel n. 187 (albo disegnato da Don Heck). Contribuisce poi a dare un'origine definitiva a Red Tornado nei nn. 192-194 (realizzati con John Beatty), dove si scopre che l'androide ha in realtà un'anima che risulta dalla fusione delle coscienze di Tornado Champion (campione di Rann) e Tornado Tyrant. Realizza poi i breakdowns del 19º team-up tra League e Society in cui i due gruppi affrontano una nuova Society of Super-Villains. Questa ennesima Crisis è considerata una delle migliori mai concepite. Rimane memorabile anche la storia da lui disegnata nel n. 200 e che vede il ritorno della razza aliena (vista nel n. 9) che ha dato lo spunto per la formazione del team. Gli artisti che hanno contribuito alla realizzazione degli albi tra il n. 184 e il n. 200 sono: Fred McLaughlin, Don Heck, Rich Buckler, Bob Smith, Larry Mahlsted, Pablo Marcos, John Beatty, Romeo Tanghal, Keith Pollard, Brett Breeding.
Dopo Perez viene scelto come disegnatore regolare Don Heck, che rimane dal n. 201 (aprile 1982) al n. 216 (luglio 1983), intervallato da altri artisti quali Carmine Infantino (n. 206), Rich Buckler e Paris Collins per i nn. 210-212. Questi ultimi tre albi contengono una storia originariamente realizzata per l'albo formato tabloid All-New Collector's Edition, poi mai pubblicato in quanto cancellato per le conseguenze della implosione DC del 1978. Si tratta quindi di un flashback che vede la Justice League di quel periodo combattere contro degli alieni con l'aiuto di Phantom Stranger. Per quanto riguarda il run di albi disegnati da Don Heck, non ricevono una buona accoglienza da parte dei lettori e lamentano l'abbandono di Perez che aveva invece risollevato le vendite ormai in calo da un decennio. Da sottolineare il primo crossover durante l'annuale storia di Crisis on multiple Eraths, avvenuto tra Justice League Of America e la serie All-Star Squadron scritta da Roy Thomas. Si tratta della ventesima Crisis e vede la Jusice Society, la Justice League e l'All-Star Squadron combattere contro il Crime Syndicate di Terra-Tre. Coinvolge gli albi Justice League of America nn. 207-209 e All-Star Squadron nn. 14-15. Gli ultimi tre albi disegnati da Heck (nn. 213-216) vedono Ray Palmer alias Atomo soffrire di un crollo nervoso e rifugiarsi nell'universo subatomico dove il team deve andare a recuperarlo.

#### Fine di un'epoca: Justice League Detroit (1983-1986)
Con il n. 216 termina il ciclo di Gerry Conway come scrittore unico della serie, durato 66 albi consecutivi. Supera di uno il run di Gardner Fox (composto da 65 albi) ma questi detiene ancora il record se si considerano le prime tre storie del team pubblicata nel 1960 su The Brave and the Bold (per un totale di 68 albi consecutivi da regular writer). In ogni caso Gerry Conway aveva già scritto alcuni albi prima del 1978 e ne realizzerà ancora fino al 1986. Il suo primo albo era stato il n. 125 (dicembre 1975) e il suo ultimo è il n. 255 (ottobre 1986), arrivando a scrivere i testi per 105 albi della prima serie della Justce League of America (non consecutivamente), che diventano 106 se si calcola l'Annual n. 2 della serie pubblicato nel 1984. Rimane quindi lui l'autore più prolifico di sempre della Justice League e ne segna profondamente il periodo Bronze Age. Dopo una breve ripresa con Perez le vendite sono però ancora in calo e necessita un cambio di direzione. Il nuovo disegnatore è Chuck Putton a partire dal n. 217 (dell'agosto 1983), scritto da Paul Kupperberg. In copertina (disegnata da George Perez) si ha il completo line-up del gruppo, formato da Superman, Wonder Woman, Aquaman, Green Arrow, Hawkman, Atom, Elongated Man, Red Tornado, Zatanna, Firestorm. I cambiamenti nella formazione sono quindi stati minimi nel corso dell'ultimo decennio. Batman manca in quanto ha lasciato la Justice League per formare gli Outsiders che debuttano sulla serie Batman and the Outsiders dello stesso mese. Si tratta di un spin-off che cerca di replicare il successo avuto dalla serie New Teen Titans lanciata dal duo Wolfman-Perez e dal top-seller della Marvel Uncanny X-Men di Chris Claremont. Tra il 1983 e il 1984 si succedono sulla serie diversi autori quali Cary Burkett, Roy Thomas, Kurt Busiek, Joey Cavalieri e lo stesso Conway ma senza particolare successo. A livello redazionale si cerca quindi di risollevare le vendite ridando a quest'ultimo la chance di rilanciare il gruppo dando alla serie una nuova direzione. Nei nn. 228-230, Conway, coadiuvato alle matite da George Tuska e Alan Kupperberg fa rientrare sulla Terra Martian Manhunter che avverte i suoi ex-colleghi che la sua razza di marziani si sta preparando ad invadere la Terra. Purtroppo i grossi calibri quali Superman, Wonder Woman, Flash e Supergirl sono impegnati nell'ennesima Crisis ad aiutare la Justice Society. Questa storia viene raccontata nei nn. 231-232 (ottobre-novembre 1984) scritti da K. Busiek e disegnati da Alan Kupperberg. I marziani prendono quindi il sopravvento, distruggendo il satellite della League e per poco non conquistano la Terra. La Justice League ha vinto ancora ma Aquaman decide di sciogliere il gruppo e rifondarlo su diversi presupposti. Il mancato supporto di eroi come Superman e Flash lo dissuade ad arruolare solo membri che sono pronti a dedicare tutto il loro tempo al supergruppo. Questo è il pretesto per rivoluzionare le storie della Justice League, cambiando radicalmente la formazione del team e cercando di ringiovanire i ranghi nel tentativo di imitare il successo di vendite di gruppi con protagonisti teenager (anche se non solo) quali New Teen Titans, Legion of Super Heroes e le testate degli X-Men della rivale Marvel Comics. La rivoluzione comincia in Justice League of America Annual n. 2 (1984), dove personaggi storici quali Green Arrow, Hawkman e Hawkgirl, Black Canary, Firestorm, Red Tornado oltre agli iconici Batman, Superman e Wonder Woman lasciano il gruppo definitivamente. Il leader rimane Aquaman (in una versione più cupa e decisionista del personaggio conosciuto nella Silver Age), Martian Manhunter torna nel team (lasciato nel n. 71 del lontano 1969), Elongated Man e Zatanna rimangono e quest'ultima si incarica di reclutare nuovi giovani eroi. Questi sono Vixen, Steel e Vibe (aggiunti al gruppo durante l'annual del 1984) ai quali segue Gypsy che diventa membro ufficiale durante lo story-arc Rebirth nei nn. 233-236 della serie regolare. La nuova base segreta è uno stabilimento abbandonato nella città di Detroit e che prende il nome The Bunker. Questa nuova sede viene scelta per cercare di dare un tono più "urbano" alle storie, ridimensionando il raggio d'azione del gruppo che ora non ha più un satellite come base-osservatorio ma si ritrova in una fabbrica con inesperti e nuovi personaggi come membri (solo Vixen ha già un passato editoriale). Non sorprende che questo tipo di rilancio non funziona e porta alla disaffezione dei lettori che non apprezzano i cambiamenti apportati. I nuovi supereroi non hanno il carisma e il background fumettistico di chi li ha preceduti e risultano essere dipinti macchiettisticamente da Conway, non a suo agio con supereroi teenager. Steel viene presentato come un cyborg privo di una personalità definita, Vixen è una supereroina che canalizza le capacità degli animali, Gypsy è una ragazza di strada che sembra non avere senso come membro della Justice League, Vibe ha una sua gang detta Los Lobos e pratica break dance, tipo di musica e ballo che spopolava tra i giovani dei primi anni ottanta. Questo tipo di League non funziona e il periodo di Detroit è uno dei punti più bassi nella storia del superteam della DC. Questi cambiamenti vanno però inquadrati in un periodo dove la serie perdeva lettori e andavano invece di moda gli albi con protagonisti giovani supereroi. Tra il 1983 e il 1984 assistiamo infatti al lancio di The Batman and the Outsiders, Infinity Inc. con i figli degli storici membri della Justice Society of America, una seconda serie sui Teen Titans del duo Wolfman-Perez, e il lancio della nuova serie della Legione dei Super-Eroi. La Justice League sembrava datata e legata a dinamiche narrative di un'epoca ormai alla fine (la broze age dei comics). Per questo l'arrivo della miniserie Crisi sulle terre infinite nel 1985 sembra l'occasione giusta per un nuovo rilancio dopo il fallimento della League di Detroit. La miniserie citata è realizzata dalla coppia Wolfman e Perez (i due autori di punta del periodo) e si propone di cancellare quella moltitudine di terre parallele createsi in gran parte proprio sulle pagine di Justice League of America. La DC Comics vuole ricreare il suo universo fumettistico cambiando in parte la storia dei suoi personaggi e creando una continuity più semplice e lineare in cui inserire tutti i suoi personaggi. Durante Crisi sulle terre infinite le varie terre parallele quali Terra-due, Terra-tre e tutte le altre sono distrutte. Ne emerge un nuovo contesto narrativo dove molte delle storie e dei personaggi pubblicati prima del 1986 divengono apocrifi e si aprono nuove possibilità narrative per aggiornare tutti (o quasi) i personaggi DC. Il biennio 1985-1986 risulta però essere molto caotico e privo di direzionalità per la serie. Aquaman lascia la leadership del gruppo dopo la battaglia con Amazo nei nn. 241-243 (agosto-settembre 1985) per dedicarsi maggiormente al suo matrimonio con Mera e questo accade appena un anno dopo la sua rifondazione della Justice League e l'essersi assunto la responsabilità della leadership. Il suo posto sarà brevemente preso da Martian Manhunter che trasferisce la sede a New York, abbandonando Detroit nel n. 246 del gennaio 1986. Questo segna il netto fallimento del rilancio della serie avviato da Gerry Conway appena due anni prima. Da segnalare che con il n. 245 debutta il nuovo disegnatore regolare Luke McDonnell che per l'occasione realizza un nuovo costume per Steel. L'ultima Crisi sulle terre multiple (la n. 23) è un crossover tra Infinity, Inc. (la nuova generazione della Justice Society) con l'albo n. 19 (giugno 1985) e Justice League of America n. 244 (novembre 1985) e vede Commander Steel manipolare i due gruppi uno contro l'altro. L'albo della League è intitolato The Final Crisis cioè Crisi finale ad indicare la fine di un periodo in cui esistevano terre parallele e supereroi che vivono in realtà alternative, distrutte da Crisi sulle terre infinite ormai in corso. Tra il n. 247 e l'albo anniversario che segna il 250º albo della serie, inizia una storyline che vede la League tornare nel suo vecchio santuario a Rhode Island, ma lo trova infestato da alieni e per questo è necessaria una riunione di membri del presente e del passato per debellare la minaccia. Alla fine della battaglia Batman accetta di tornare nel gruppo come leader. Come conseguenza Despero attacca Gotham City nei nn. 251-254 (giugno-settembre 1986). Durante la lotta per la città sembra anche che stia per nascere una relazione tra Batman e Vixen, ma la sottotrama amorosa viene liquidata dagli autori successivi. L'ultimo albo che vede ai testi Gerry Conway è il n. 255 (dell'ottobre 1986), si tratta di un numero di transizione dove l'attenzione si focalizza su Martian Manhunter e Zatanna, ancora in ostaggio di Adam (dal n. 250), leader di un culto. Questo albo chiude il periodo Bronze Age per la Justice League ed è l'ultimo di Gerry Conway (l'autore più prolifico del periodo il gruppo). L'aspetto curioso è che vede come co-autore dei testi lo scrittore J.M. DeMatteis, destinato a succedergli e a creare insieme a Keith Giffen la nuova serie della Justice League del periodo post-Crisis (cioè degli albi pubblicati dalla DC dopo il 1986).

### Periodo post-Crisis (1986-2000)
Dopo Crisi sulle terre infinite (1985-1986), la DC ha modo di rilanciare tutti i suoi personaggi tramite un processo di retcon con cui si rivede la loro storia, le origini e l'intera continuity. Per l'occasione personaggi iconici come Superman, Wonder Woman e Flash vedono le loro serie ripartire con un nuovo numero uno, evento mai capitato nella storia dell'editore. L'importanza del progetto è sottolineata dalla coniazione del termine post-Crisis per indicare il periodo storico della DC Comics dopo il 1986, e come contraltare si crea anche il termine pre-Crisis per gli anni precedenti. Si tratterebbe quindi di un momento ideale per risollevare la Justice League dopo la continua perdita di lettori ormai in corso dagli anni settanta. Si è infatti passati dalle 300 000 copie per albo vendute negli anni sessanta alle scarse ottanta mila dei primi anni ottanta. Per spianare la strada ad una nuova League, Jean Marc DeMatteis chiude la sottotrame lasciate aperte dall'epoca Conway, come il rapimento di Zatanna, la quale è liberata, ma lascia il gruppo (nei nn. 256-257 di novembre-dicembre 1986). Gli ultimi quattro albi della storica prima serie della Justice League of America sono dei tie-in con la miniserie Legends e vengono usati da DeMatteis per far morire Vibe e Steel (due giovani eroi della Justice League Detroit) e per sciogliere il gruppo in seguito ad un ordine presidenziale enunciato in Legends n. 2. La miniserie Legends è il secondo universe-wide crossover della DC dopo Crisi sulle terre infinite e risulta essere cruciale per la formazione di una nuova Justice League. Il nemico in questione è Darkseid, il quale riesce a manipolare l'opinione pubblica, attraverso i media, e mette il popolo contro i supereroi. Per ostacolare il piano, che inizialmente ha successo, deve intervenire Dottor Fate che assembla una nuova League in Legends n. 5 (aprile 1987) e sconfigge Darkseid nel successivo ed ultimo numero della saga.

#### Justice League International e vari spin-off (1987-1996)

Prima storica copertina della Justice League di Giffen-DeMatteis-Maguire - edizione RW Lion

Il redattore responsabile per la nuova serie della Justice League, dopo gli eventi di Crisi sulle terre infinite e Legends, è Andy Helfer che si rivolge come autore dei testi a J.M. DeMatteis (scrittore degli ultimi numeri della prima serie) ma è riluttante ad imbarcarsi nel progetto. Si convince a lavorare sul nuovo progetto in quanto viene affiancato da Keith Giffen, uno degli autori più prolifici di quegli anni. Ai disegni viene invece arruolato Kevin Maguire, artista ancora sconosciuto ma il cui lavoro sulla nuova serie gli darà grande celebrità. Il progetto sembra già fallimentare dall'inizio in quanto gli autori si vedono costretti a non potere usare grossi calibri quali Superman, Wonder Woman e Flash in quanto i rispettivi scrittori vogliono avere libertà durante la riscrittura dei personaggi post-Crisis. Altri eroi quali Aquaman e Green Arrow sono inutilizzabili in quanto il loro processo di revisione e quindi la loro continuity non è stata ancora decisa (a fine 1986). Questo non deve stupire in quanto la DC sembra non avere chiaro come gestire molti dei suoi personaggi, alcuni dei quali sono sottoposti ad un reboot mentre altri sembrano non subire particolari modifiche rispetto al periodo pre-Crisis. In aiuto del duo Giffen-DeMatteis arriva Dennis O'Neil (editor di Batman), che gli permette (almeno inizialmente) di usare l'uomo pipistrello. La nuova serie debutta con l'albo Justice League n. 1 con data di copertina aprile 1987 e i suoi membri sono tutti rappresentati sulla cover, dove Maguire dimostra tutta la sua incredibile capacità di dare espressioni ai volti con un realismo quasi fotografico. Questa copertina è destinata ad essere una delle più copiate e omaggiate della storia dei comic. Il line-up iniziale, limitato da esigenze editoriali, è composto da Batman (momentaneo leader), Dottor Fate (in quanto DeMatteis ne sta realizzando una miniserie), Martian Manhunter in quanto uno dei storici fondatori, Black Canary in quanto supereroina non utilizzata in altre serie, Blue Beetle (personaggio acquisito dalla Charlton Comics), Guy Gardner come Lanterna Verde al posto di Hal Jordan, l'inutilizzato e quasi dimenticato Mister Miracle di Jack Kirby, il Capitan Marvel della Fawcett Comics (storico personaggio ora inserito nell'universo DC) e Dottor Light (la giapponese Kimiyo Hoshi e non l'omonimo criminale che apparirà in Crisi d'identità). Bisogna sottolineare che quest'ultima non diventa membro ufficiale del gruppo mentre il Dottor Fate si defila dopo il primo numero. Al suo posto subentra un nuovo eroe del periodo post-Crisis creato da Dan Jurgens: Booster Gold. Si tratta di un supereroe venuto dal futuro in cerca di fame e vana gloria in quella che verrà ribattezzata come l'epoca classica del supereroismo (sempre che il suo futuro non venga alterato dal flusso del tempo). Ad arruolarlo è il nuovo mecenate Maxwell Lord IV, businessman esperto in pubbliche relazioni e apparentemente molto ricco, tra l'altro nasconde il potere di saper essere molto persuasivo con le persone (almeno oltre le capacità di un normale essere umano). Si tratta di una figura assente nelle precedenti storie della Justice League ma in un'epoca dominata ormai dai media e dalle pubbliche relazioni, è ormai necessario qualcuno che abbia la rispettabilità e gli agganci per mantenere i giusti rapporti con gli organi di informazione e l'establishment politico. Su sua iniziativa la Justice League è infatti destinata a diventare un'organizzazione internazionale, sanzionata dalle Nazioni Unite e con ambasciate in diverse parti del mondo. Questo radicale cambiamento porta ad un nuovo titolo della serie che dal n. 7 diviene Justice League International. A sancire la transizione si aggiungono al gruppo Capitan Atom come esponente e garante della sospettosa leadership repubblicana e Rocket Red come supereroe sovietico. L'introduzione di un supereroe russo e comunista è rivoluzionario nell'ambito dei comic statunitensi dell'epoca in quanto è ancora in corso la guerra fredda e l'Unione Sovietica è stata dipinta da Ronald Reagan come "Impero del male". Alla fine del primo anno del run di Giffen e DeMatteis si uniscono al gruppo anche due supereroine come Ice e Fire. Le loro motivazioni sembrano essere frivole e dettate dal fatto che il loro precedente supergruppo (cioè i Global Guardians) non esiste più.
Nonostante i dubbi iniziali la nuova serie, passata alla storia come Justice League International è uno dei più grandi successi editoriali del 1987, totalizza fino a 165 000 copie vendute per albo, arrivando a superare anche le serie dedicate a Superman. I risultati sono sorprendenti se si considerano le assenze di personaggi famosi (a parte Batman) e del rifiuto degli autori di seguire le tematiche più popolari del periodo. Infatti il punto di forza della serie risiede nell'umorismo piuttosto che nel dramma, e il duo Giffen-DeMatteis decide di puntare sulla caratterizzazione dei personaggi e nella creazione di situazioni spesso paradossali, uscendo dagli schemi tipici del genere che caratterizzano le serie Marvel degli X-Men e gli Avengers o di altri supergruppi della stessa DC Comics. Gli scontri d'opinione tra i membri del gruppo ricordano le battute e i contrasti di una sitcom piuttosto che di un albo supereroistico. Il tono sembra andare contro le atmosfere cupe e realistiche dei fumetti anni ottanta, protesi a rievocare i toni "dark" de Il ritorno del Cavaliere Oscuro di Frank Miller o il revisionismo delle opere di Alan Moore quali Miracleman e Watchmen. A dispetto delle tendenze del periodo il successo della nuova Justice League porta a diversi spin-off. Il primo è la Justice League Europe nel 1989, scritta inizialmente dal duo Giffen-DeMatteis e con sede a Parigi, la formazione comprende: Capitan Atom, Elongated Man, Deathblow (Michael Cray), Metamorpho, Crimson Fox, Rocket Red, Power Girl, Flash III (Wally West) e, temporaneamente, Wonder Woman e Animal Man. Il secondo spin-off è la serie trimestrale Justice League Quarterly, lanciata nei primi albi dagli stessi autori Giffen e DeMatteis, il primo impegnato anche nella realizzazione delle matite di alcuni numeri. Per la prima volta la Lega della Giustizia si trova ad aver dedicati contemporaneamente tre serie periodiche (due mensili e una trimestrale) a cui si aggiungono gli annual. Tutte le pubblicazioni sono inizialmente curate dal duo Giffen-DeMatteis, a dimostrazione del successo e della fiducia ottenuta dai due autori come demiurghi di una nuova Justice League. A partire dal marzo 1989 la serie Justice League International viene rinominata Justice League of America, il titolo storico della serie riprende quindi dopo tre anni sottolineando la contrapposizione con il titolo Justice League Europe uscito con il n. 1 il mese successivo. Nel loro secondo anno di gestione Giffen e DeMatteis introducono un memorabile villain degli anni ottanta quale Lord Manga e il suo assistente robot L-Ron, nei nn. 14-15 (giugno-luglio 1988). Parte del team lo segue nello spazio dopo che ha invano tentato di invadere la Terra. Qui Giffen ha modo di far incontrare alla League la sua creazione fumettistica più celebre: il cacciatore di taglie/anti-eroe/ "bad-ass" Lobo. Nei nn. 20-21 (fine 1988) i leaguers arrivano persino su Apokolips, pianeta dominato da Darkseid. Il n. 24 della serie è l'ultimo a vedere McGuire come disegnatore, oltre ad essere un tie-in con l'universe-wide crossover Invasion. D'altra parte l'artista ha saltato diversi albi per la sua meticolosità e cura nei dettagli delle tavole. Questo rendeva insostenibile per lui avere costanza nel mantenere le deadline. Spesso Keith Giffen lo ha sostituito alle matite degli albi. Nel 1989 si assiste al primo crossover tra le due League, quella con sede in America e quella europea, il titolo della storia è The Teasdale Imperative. Su Justice League International Annual n. 3 (1989) si assiste all'inizio di una delle storyline più bizzarre del gruppo, nell'albo viene infatti acquisita da parte della League di un'isola tropicale dal nome KooeyKooeyKooey. Nei nn. 33-40 (dicembre 1989 - luglio 1990), Booster Gold e Blue Beetle la sfruttano economicamente creando un resort a tema JLI. Il progetto si trasforma però in tragedia con l'immancabile arrivo del supervillain, in questo caso Despero e la conseguente (apparente) morte di Blue Beetle, seguita dai funerali di rito. Ma questo non è che il preludio ad una delle storie capolavoro del duo Giffen-DeMatteis, ovvero The Extremist Vector, pubblicata su Justice League Europe nn. 15-19 (giugno-ottobre 1990). I nemici sono il gruppo di villain The Extremists, provenienti da una realtà parallela che loro stessi hanno contribuito a distruggere. Si tratta della stessa realtà da cui venivano gli eroi visti su Justice League nn. 2-3 all'inizio del run di Giffen e DeMatteis. Gli Extrimists sono delle versioni DC di alcuni dei supercriminali Marvel più temibili: Lord Havock per il Dottor Destino, Gorgon per il Dottor Octopus, Dreamslayer per Dormammu, Tracer per Sabretooth, Diehard per Magneto. La storia è avvincente e la vittoria della League avviene con una risoluzione inaspettata e brillante. Nel 1991 la storyline più significativa è Glory Bound (sui nn. 45-50 di JL of America), con l'introduzione del Generale Glory, personaggio che rispecchia sia l'eroe Marvel Capitan America che il Miracleman di Alan Moore oltre che il Capitan Marvel della Fawcett (ora di proprietà DC Comics). Il supereroe di Giffen e DeMatteis è un ex-combattente della seconda guerra mondiale, ormai invecchiato e con problemi di demenza senile. Questo gli ha fatto dimenticare la parola magica che lo potrebbe trasformare nel potente General Glory. La sua figura tragicomica ben si adatta quindi ai toni grotteschi e parodistici di questa versione della Justice League. Gli autori riescono a sottolineare le contraddizioni delle storie più semplici e ingenue della Golden Age dei comic (di cui General Glory ne è un simbolo) con i toni più drammatici e pseudorealistici del revisionismo anni ottanta. Il run del duo Giffen-DeMatteis si chiude nel 1992 con la più lunga storyline della storia editoriale della Justice League. Si dipana per un totale di 15 albi (JL of America nn. 53-60 e JL of Europe nn. 29-35) e prende il titolo Breakdowns. Vi compaiono tutti i personaggi che hanno fatto parte del team nel periodo post-crisis (1987-1992), vi è il ritorno di Despero, degli Extremists, di L-Ron ed è coinvolto Maxwell Lord e l'isola di KooeyKooeyKooey. La Justice League arriva però a perdere il suo speciale status datogli dalle Nazioni Unite e, nell'epilogo (Justice League Europe n. 36, marzo 1992), scritto dal nuovo autore Gerard Jones, il gruppo si scioglie. Come di consueto i due team si riorganizzano, con qualche variante, nell'albo speciale Justice League Spectacular n. 1 (marzo-aprile 1992).
Un terzo spin-off è la serie Justice League Task Force (giugno 1993), scritta da David Micheline e disegnata da Sal Velluto, con una squadra che cambia a seconda delle necessità della missione. La serie è un sequel della serie Justice League Europe che dal n. 51 (giugno 1993) cambia titolo in Justice League International. Tra i personaggi di rilievo: Martian Manhunter, Flash II, Gypsy, Bronze Tiger, Nightwing, Aquaman. Da notare anche la presenza di un Bruce Wayne in sedia a rotelle dopo il danno alla colonna vertebrale subito a causa di Bane, uno dei drammatici eventi fumettistici degli anni novanta. Il quarto spin-off è Extreme Justice, progetto nato per catturare i lettori che all'epoca avevano decretato il successo di team quali Youngblood della Image Comics o personaggi quali Cable o Deadpool della rivale Marvel. Si tratta di un team assemblato da Capitan Atom e pronto ad intervenire in situazioni estreme e con ogni mezzo. Il tono della serie rispecchia il clima del periodo e il presunto bisogno di storie piene di azione e dinamismo con eroi disposti a tutto pur di compiere una missione. Il team è composto da Capitan Atom, l'ex supercriminale Maxima, Amazing-Man, Blue Beetle, Booster Gold in versione corazzata e una nuova versione dei Wonder Twins.

#### JLA di Grant Morrison (1997-2000)
A partire dai primi anni novanta la Justice League post-Crisis e i suoi vari spin-off cominciano a risentire di un calo di vendite ed interesse da parte dei lettori, e il gruppo storico della DC si ritrova ad affrontare un problema che periodicamente colpisce le diverse incarnazioni della league soprattutto a partire dagli anni settanta. Il punto è che non si riesce a dare continuità alla qualità delle storie e i membri che entrano a far parte del team sono spesso personaggi di secondo livello ai quali si cerca di dare una certa visibilità editoriale. La serie della Justice League perde quindi il suo fascino perché non presenta in pianta stabile i supereroi più popolari ma cerca di essere una vetrina di lancio per personaggi spesso poco conosciuti al grande pubblico. A questo si aggiunge il problema della gestione di icone quali Superman, Batman e Wonder Woman che vengono gelosamente cooptate dai loro editor e scrittori che non vogliono condividere le saghe delle serie regolari con la continuity della serie Justice League. La serie Justice League of America lanciata nel 1987 si trova quindi a dover chiudere dopo 113 numeri, lasciando aperto un futuro incerto per il supergruppo DC. Una nuova speranza per il team arriva con la miniserie Justice League: Incubo di mezza estate del duo Mark Waid e Fabian Nicieza. La miniserie è composta da tre numeri (settembre-novembre 1996) e il successo di pubblico e critica dà la possibilità all'editor Ruben Diaz di proporre un'idea ardita al presidente Janette Khan: rilanciare la serie dal numero uno con Grant Morrison come scrittore della serie e un line-up composto da tutti i più famosi supereroi della DC. Bisogna considerare che l'autore scozzese si era messo in evidenza nei primi anni novanta con serie quali Animal Man, Doom Patrol e The Invisibles, ma non aveva ancora preso il controllo creativo di un albo mainstrem che tra l'altro prevedeva come protagonisti i personaggi più iconici della casa editrice. Il progetto viene accettato e la nuova serie prende il titolo JLA (acronimo di Justice League of America) e vede ai disegni un giovane Howard Porter. Il primo albo è del gennaio 1997 e vede in copertina i componenti del gruppo: Superman, Batman, Martian Manhunter, Lanterna Verde (Kyle Rayner), Aquaman nella versione di Peter David, Flash III (Wally West) e Wonder Woman. Morrison, anche per sottolineare il loro status di esseri semidivini, colloca la loro base (la Torre di Guardia) sulla Luna, un posto lontano e alienato rispetto alla Terra dei normali esseri umani. L'autore scozzese gestisce le sorti dei leaguers fino al 2000 ideando le storie per JLA nn. 1-17, nn. 22-23, n. 1000000 (albo tie-in con il DC Crossover DC One Million), nn. 24-26, nn. 28-31, n. 34, nn. 36-41. A queste si aggiunge la storia per l'albo speciale JLA Secret Files n. 1 (settembre 1997), prima storia di Morrison nella continuity della League e che vede il gruppo affrontare Starro (l'alieno che minacciò la terra nella loro prima storia editoriale). Lo stesso mese esce un intercompany crossover con lo studio WildStorm della Image, gestito da Jim Lee, l'albo è JLA/WildC.A.T.S. con lo storico incontro tra i supereroi DC e quei personaggi che l'anno successivo passeranno alla stessa DC. Difatti Jim Lee decide clamorosamente di abbandonare la casa editrice che ha contribuito a fondare (ovvero la Image nel 1992) e ritorna sotto l'ala di un grande publisher portandosi dietro il Wildstorm Studios. Morrison realizza anche l'albo Prometheus dedicato all'omonimo supervillain, ricalibrato come versione speculare di Batman e il quale affronta poi la Justice League in JLA nn. 16-17 (marzo-aprile 1998). Durante il suo run, Morrison arriva anche ad avere la possibilità di creare un universe-wide crossover per la DC. Il titolo è DC One Million e ruota attorno ad una versione della JLA di un lontano futuro in cui la giustizia e la tecnologia sembrano aver portato la pace nell'intero sistema solare. La storia interessa tutti gli albi supereroistici della DC e ci presenta versione future di diversi supereroi, il fato di Superman e un nuovo Hourman a cui è dedicata anche una serie regolare. Il ciclo di Morrison si chiude con la graphic novel JLA: Earth 2, per i disegni di Frank Quitely, la storia è però ambientata (per la continuity) durante il primo periodo della sua gestione. Morrison reintroduce il Crime Syndicate of Amerika (e non più America come nel periodo pre-Crisis). Si tratta del team di supercriminali provenienti da una terra alternativa in cui i membri della Justice League sono malvagi e governano il loro mondo grazie ai superpoteri. Il Sindacato del Crimine era stato creato durante la Silver Age nei primi anni sessanta, in un periodo in cui proliferavano le storie ambientate in terre parallele, architrave di quello che viene considerato il primo multiverso della DC. Questo era stato però obliterato nel 1986 per dare più coerenza e linearità alla continuity degli albi DC. Con la graphic novel del duo Morrison-Quitely si riapre definitivamente la possibilità di ricreare un nuovo multiverso per la casa editrice ed evidenzia la passione dell'autore scozzese per questo tipo di soluzione narrativa. Questo lo porterà (nel 2010) a realizzare la miniserie Multiversity, punto di riferimento per la struttura dell'attuale Multiverso DC, composto da 52 terre parallele e quasi altrettante versioni della Justice League. Come scrittore della JLA, il ciclo di Morrison ha un prologo nel 2005 quando realizza i primi tre albi della nuova serie JLA: Classified, con i disegni di Ed McGuinness. A livello di contenuti, durante il suo run sulla JLA si concentra principalmente su una tematica che risulta poi essere ricorrente negli story-arc da lui sviluppati. Si tratta della definizione di eroismo (in un contesto che prevede l'esistenza del superuomo) e il significato che può avere la presenza istituzionalizzata di un team di supereroi, oltre l'immancabile arrivo di minacce di portata più o meno biblica. La natura dei veri supereroi viene delineata per un processo di contrapposizione, o antitesi tematica, in cui i membri della Justice League (ovvero la tesi ideale dell'eticità eroica) si trovano ad affrontare versioni distorte di ciò che rappresentano e che potrebbero diventare. Nel suo primo arco narrativo (JLA nn. 1-4, gennaio-aprile 1997) introduce un team di superuomini denominato Hyperclan, che si guadagna rapidamente la fiducia delle persone, per poi svelare la sua natura criminale e narcisistica. Questa è tra l'altro considerata, da molti lettori e critici, come la miglior storia di Morrison sulla Lega della Giustizia. Nella storia Rock of Ages (JLAnn. 10-15), culmine delle storylines del primo anno di gestione, i Leaguers arrivano ad affrontare un'altra nemesi/antitesi per definizione: la Injustice Gang, per definizione del team, incarnazione di una Lega dell'Ingiustizia formata da alcuni dei villain più importanti del DC Universe. In questo caso la dicotomia bene-male (tesi-antitesi) è più evidente e di conseguenza i principi (ovvero la sintesi) di ciò che rende necessario l'esistenza e/o creazione del supereroe sono più evidenti. Le differenze si fanno però più sfumate quando è il governo ad introdurre un team formato da supersoldati le cui azioni sono legittimate direttamente dall'autorità del Pentagono. Il gruppo militare in questione viene denominato Ultramarine Corps. Anche in questo caso sarà però la Justice League ad emergere come vero punto di riferimento sia etico che politico per un'America apparentemente priva di punti di riferimento. La tematica viene poi rimarcata dall'incontro con i predecessori della League, ovvero la Justice Society of America (incarnazione dei valori angloamericani durante il secondo conflitto mondiale). La storia si intitola Crisis times Five, sui nn. 28-31 (del 1999) e riprende gli incontri tra i due team nati nel periodo Silver Age (gli anni sessanta) e divenuti poi consuetudine fino a metà anni ottanta. Il termine Crisis ha, da allora, connotato eventi che riguardano l'incontro/scontro tra personaggi di terre alternative del Multiverso. Infatti la Justice Society non apparteneva alla continuity dell'universo DC (fino agli anni novanta) ma le sue storie si sono svolte su una terra parallela denominata Terra-2. Il termine non va confuso con il titolo della graphic novel Earth-2 con cui si chiude idealmente il ciclo di Morrison. In questo caso la League si scontra con una versione malvagia e distorta di se stessa dove il potere trova la sua giustificazione nell'autoaffermazione e quindi il dominio. Questi leaguers (ovvero il Sindacato del Crimine) albergano in una realtà alternativa e chiamano Terra-2 il mondo della Justice League of America. Tecnicamente, dal punto di vista dei "nostri" Batman e Superman, si trovano su quella che viene chiamata Terra-3. Il ciclo di Morrison si può in ultima analisi definire ottimistico sulla natura e gli ideali della Justice League in quanto pietra di paragone per tutti gli altri supereroi e incarnazione di una potenza semidivina ed invincibile. Per quanto riguarda l'invincibilità degli eroi della JLA e non solo, Morrison arriva però ad avanzare un'ipotesi curiosa e che spigherebbe perché i supercriminali perdono sempre (anche se poi ritornano). Su JLA nn. 5-9 (del 1997), introduce il villain The Key, il quale intuisce che sul mondo della Justice League (ovvero Terra Prime o Terra-0) le leggi della fisica sono in qualche modo truccate, in quanto vi è una legge che agisce sulla probabilità quantistica degli eventi di questa realtà che impedisce ai supercriminali di vincere o ai supereroi di morire (almeno in maniera definitiva). La dimostrazione definitiva risiede nel fatto che esistono terre del Multiverso (come quella di JLA: Earth2) in cui sono i cattivi ad avere la meglio. L'autore scozzese crea inoltre tre nuovi personaggi destinati a divenire membri della League, uno dei quali diviene protagonista di una propria serie regolare. Il primo è Tomorrow Woman (ricordata anche come Fallen Heroine) che debutta su JLA n. 5 (maggio, 1997). Si tratta di un androide creato da T.O. Morrow e il Professor Ivo al fine di introdursi nel gruppo come mutante dai poteri telecinetici per poi distruggerli con un devastante impulso elettromagnetico. Programmata ad essere un eroe (per dare credibilità alla sua copertura), arriva a non accettare la sua programmazione primaria e sacrifica la sua vita per salvare gli altri leaguers, distruggendo una pericolosissima arma proveniente dal XXIII secolo. Viene seppellita con tutti gli onori nel Giardino degli Eroi. In JLA n. 6 (giugno 1997) debutta Zauriel, un angelo combattente e armato di spada fiammeggiante che si unisce alla Justice League per combattere Asmodel, un altro essere della sua specie che cerca di prendere il controllo di quello che dovrebbe essere il Paradiso. Dopo il vittorioso scontro, Zauriel rimane sulla Terra come Champion of Heaven on Earth e si unisce per un periodo alla League, di cui diventa fonte di saggezza ed esempio di rettitudine morale. Il terzo supereroe ad essere introdotto da Morrison è una versione di Hourman proveniente dal 853º secolo, un essere sintetico con un biosoftware denominato Gene Miraclo e sviluppato dalle industrie Tyler Chemorobotics. La JLA lo incontra durante la ricerca del Worlogog, manufatto in grado di controllare lo spazio-tempo e di cui Hourman diviene il custode, per questo è anche conosciuto come Master of Time (ovvero Signore del Tempo). In seguito decide di lasciare il suo tempo (dove faceva parte della Justice Legion A) e unirsi alla Justice League del presente. Il personaggio gode di un certo successo e gli viene dedicata una serie regolare che dura 25 albi, dall'aprile 1999 all'aprile 2001.
Il successo ottenuto dalla serie JLA ha legittimato Grant Morrison come autore in grado di gestire serie supereroistiche mainstream, capaci di ottenere buoni ricavi a livello commerciale e in grado di rivolgersi ad un vasto numero di lettori. Questo gli avrebbe permesso di essere assunto dalla rivale Marvel Comics per gestire un ciclo di storie sugli X-Men nei primi anni duemila, per poi tornare alla DC alle redini di un personaggio simbolo quale Batman. Bisogna sottolineare che il presupposto di formare una Justice League con i personaggi più famosi e iconici non nasce da Mark Waid (con Midsummer's Nightmare) o lo stesso Morrison, ma ha le sue radici nei primi anni ottanta grazie alle prime due miniserie Super Powers realizzate dal Re dei Comic Jack Kirby. Sebbene la Lega fosse nata come supergruppo simbolo della DC negli anni sessanta, ha di fatto da subito abortito il suo stato di "team all-star" della casa editrice, difatti Batman e Superman sono stati gestiti già in epoca Silver Age come membri onorari del gruppo e gran parte del line-up è formato da supereroi di secondo piano. Nei primi anni ottanta viene però lanciata una linea di action figure della Kenner con protagonisti i personaggi più famosi della DC e denominata Super Powers Collection. L'occasione permette all'editore di affidare a Jack Kirby, ritornato alla DC per la seconda volta (dopo quella clamorosa del 1970), di realizzare una storia ispirata ai personaggi della linea di giocattoli, slegata dalla continuità e quindi libera dai vincoli delle serie regolari. Il formato usato è quello relativamente nuovo (per l'epoca) della miniserie e Kirby crea un gruppo di supereroi di cui fanno realmente parte tutti i grossi calibri della casa editrice e li mette a confronto con minacce di enorme portata, capaci di sconvolgere l'intero Universo fumettistico della DC. Di particolare importanza è la seconda miniserie Super Powers che vede il Re dedicarsi sia ai testi che ai disegni della storia dando libero sfogo alla sua fantasia e creatività. Ne nasce una storia che interessa tutti i più importanti supereroi e funge da ispirazione per Grant Morrison sia per l'epicità degli eventi (presupposto imprescindibile per la JLA) sia per la presenza di un Darkseid (archetipo della nemesi dei Leaguers), divenuto signore assoluto del Terra del futuro. Questa idea viene ripresa da Morrison nella sua ultima grande saga della Justice League, ovvero World War III. Sia a Super Powers che al run di Morrison ci si è poi ispirati per la serie animata Justice League, poi rinominata in Justice League Unlimited, e il videogioco Justice League Heroes. In entrambi i casi, per correttezza politica, Kyle Rayner e Aquaman sono stati sostituiti da John Stewart (supereroe afroamericano) e da Hawkgirl.

### Gli anni duemila

#### La JLA dopo Morrison (2000-2006)
Dopo la fine del ciclo di Morrison, la DC cerca un nuovo grande scrittore a cui affidare le sorti della serie. La scelta ricade su Mark Waid, dalle cui opere quali Kingdom Come e JLA: Sogno di una notte di mezza estate, si è tratta ispirazione per la nuova serie della Justice League partita nel 1996 con Grant Morrison. Per quanto riguarda i disegni la scelta cade su Bryan Hitch, reduce dal successo ottenuto con la serie The Authority, opera revisionista del genere supereroistico, avente come protagonisti un team di personaggi con superpoteri. Il duo Waid-Hitch non comincia a collaborare da subito sulla serie regolare ma realizza invece un graphic novel dal titolo JLA: Heaven's Ladder. Questa viene distribuita a fine estate del 2000 mentre Waid inizia il suo run su JLA con la storia in 4 parti Tower of Babel (nei nn. 43-46, data di copertina: luglio-ottobre 2000). Questi albi sono ancora disegnati da Howard Porter che, dopo il n. 46 lascia la serie. Questa prima storyline risulta la migliore di tutto il ciclo di Mark Waid e vede la League sotto l'attacco di Ra's Al Ghul. Questi affronta i membri del gruppo uno per volta e per riuscire nell'intento utilizza dei piani escogitati dallo stesso Batman. Si scopre infatti, che all'insaputa degli altri leaguers, l'alter ego di Bruce Wayne ha sviluppato delle strategie per eliminare i suoi stessi compagni nel caso fossero diventati un pericolo per lui o l'umanità. Sconfitto Ra's Al Ghul e avendo scoperto l'estensione della paranoia di Batman, questi viene cacciato dalla Justice League, ritenuto non più degno di fiducia e la causa di una probabile disfatta del gruppo. A partire dal n. 47, Hitch dovrebbe subentrare come disegnatore regolare ma contribuisce totalmente ai disegni di soli 5 albi (il n. 47 e i nn. 52-55) mentre realizza parzialmente i nn. 48-50. Questo è dovuto in parte a causa della sua lentezza nel disegnare ma anche per dei dissapori creativi con lo stesso Waid. Il secondo arco narrativo vede la Queen of Fables (o Regina delle Favole) trasformare Manhattan nel regno delle fiabe, nel quale i supereroi si trovano ad impersonare personaggi nati da quel folklore. La storia cerca di mescolare elementi tipici del genere fantasy a quelli supereroistici non riuscendo però a trovare il giusto equilibrio, la vicenda risulta quindi alquanto grottesca e poco minacciosa per i nostri eroi. Di questo story-arc, Hitch disegna solo il primo capitolo, ovvero il numero 47. Con febbraio 2001 come data di copertina esce il cinquantesimo numero della JLA ma la storia, che coinvolge il Dottor Destinity, non convince i lettori che cominciano a disaffezionarsi alla serie, ormai in calo di vendite già da qualche mese. Il successivo story-arc vede i membri del gruppo affrontare una strana e bizzarra separazione tra le loro identità civili da quelle supereroistiche. Anche in questo caso la vicenda assume contorni grotteschi e l'aspetto psicologico della separazione delle coscienze non è adeguatamente sviluppato. Nei nn. 55-58 (agosto-novembre 2001) si cerca di risollevare le vendite con la storia Terror incognita, nella quale ritorna la minaccia dei Marziani Bianchi. Questi si erano visti nella prima storyline di Grant Morrison, l'ormai celebre New World Order. Le vendite però crollano e il n. 59, essendo un tie-in con Joker: last laugh (un universe-wide crossover), non vede Waid ai testi che però torna con il n. 60 (gennaio 2002), una storia natalizia. Dopo abbandona la serie in crisi di vendite e avendo fallito quella che si presentava come l'occasione di una vita. Waid aveva già ottenuto riconoscimenti di critica e pubblico per la miniserie-evento Kingdom Come, uno dei migliori futuri alternativi dell'universo DC, ed era riuscito nell'impresa di aggiornare un personaggio iconico quale Flash (nella versione post-crisis) rispettandone la continuity e rendendo credibile Wally West come successore dello storico Barry Allen. Gestire la serie JLA dopo l'acclamato ciclo di Morrison e Porter, confrontandosi con una serie da sempre "difficile" da reinterpretare doveva essere la sua definitiva consacrazione ma così non è stato. Il disegnatore Bryan Hitch ha da subito dimostrato le sue perplessità, trovando nei plot di Waid dei toni eccessivamente surreali e favolistici. Alla fine l'unica opera realizzata insieme e nella sua completezza da un dream team quale Waid-Hitch è stata la prima, ovvero la graphic novel JLA: Haeven's Ladder. Dietro i dissapori tra i due vi è indubbiamente la volontà da parte di Bryan Hitch di aver un maggior controllo creativo sulla serie. Rimane un suo chiaro obbiettivo quello di arrivare a gestire in autonomia le storie della JLA e raggiunge il suo obbiettivo diversi anni dopo, nel 2015. In quell'anno gli viene affidata da Bob Harras una nuova serie della Justice League of America che riparte dal n. 1 con data di copertina agosto 2015. Nel 2016 con il rilanciato delle serie DC denominato Rebirth, è sempre lo stesso Hitch che riesce ad ottenere il ruolo di autore della versione Rebirth della Justice League.

Copertina dalla serie spin-off Justice League Elite di Joe Kelly e Doug Mahnke.

Tra il 2002 e il 2003 l'arduo compito di risollevare l'interesse dei lettori nel principale gruppo della DC viene affidato allo scrittore Joe Kelly e al disegnatore Doug Mahnke, nessuno dei due però di alto profilo nel panorama fumettistico. L'albo di debutto è il n. 61 (del febbraio 2002) mentre l'ultimo è il n. 90 (del gennaio 2004). Il primo arco narrativo, intitolato Golden Perfect ruota intorno a Wonder Woman ma risulta di scarso interesse e non è una buona partenza per il nuovo team creativo. Viene poi seguito da un'ambiziosa storyline che occupa 11 albi (dal n. 66 al n. 76): The Obsidian Age: The Hunt for Aquaman il cui compito è quello di far da lungo prologo al ritorno di Aquaman. Il Re di Atlantide era stato dato per morto due anni prima durante l'universe-wide crossover Our Worlds at War ma adesso lo si vuole resuscitare per poterlo utilizzare in una nuova serie a lui dedicata. L'interesse per il personaggio è però in calo ormai dalla fine degli anni novanta (cioè dal termine della gestione di Peter David) e la saga Obsidian Age non riscuote successo tra i lettori. Altro errore di Joe Kelly è quello di realizzare una storia in 5 parti (nn. 84-89) su Martian Manhunter, altro personaggio poco popolare anche se importante per la continuity del team. Lo story-arc si intitola Trial by Fire. Più interessanti sono le storie che Joe Kelly costruisce rifacendosi agli eventi militari e politici dell'epoca. In Rules of Engagement (nn. 78-79 del 2003) si vede una razza aliena impegnata in un attacco preventivo al pianeta, allegoria della seconda guerra anglo-americana contro l'Iraq. Nel n. 83 (del settembre 2003), invece, il presidente degli Stati Uniti, che nella finzione dell'universo DC è Lex Luthor (analogo di George Bush nella realtà), decide l'invasione dello stato fittizio del Qurac in Medio-oriente. Il n. 90 chiude il run del duo Kelly-Mahnke con una storia che risolve una sottotrama poco riuscita quale la possibile nascita (subito stroncata) di una relazione sentimentale tra Batman e Wonder Woman. Da notare che l'unico fill-in di questo run biennale è JLA n. 77 (del marzo 2003), realizzato da Rick Veitch. Joe Kelly e Doug Mahnke torneranno sulla serie per realizzare il centesimo albo (agosto 2004). Per l'occasione introdurranno una nuova versione del team denominata Justice League Elite, vagamente ispirata ad Authority di Warren Ellis. Il mese successivo esce poi lo spin-off Justice League Elite, realizzato dal duo Kelly-Mahnke (coadiuvati alle chine da Tom Palmer), la serie ha però scarso successo, chiude con il n. 12 (agosto 2005).
Dopo il ciclo di storie del duo Kelly-Mahnke, gli editor della serie decidono di far ruotare diversi team creativi sulle pagine della JLA, tornando ad una gestione in voga per gran parte degli anni settanta. Il punto è che questo tipo di approccio all'iconico supergruppo ha portato sempre a dei riscontri negativi sulle vendite. La storia si ripete e nell'arco di due anni la serie JLA chiude con il n. 125 (data di copertina: aprile 2006). Questo nonostante vi sia stato l'impiego di scrittori e artisti di indubbio valore. Il primo arco narrativo, dal n. 91 al n. 93, vede ai testi Dennis O'Neil, autore di uno storico ciclo di storie della League tra la fine degli anni sessanta e i primi anni settanta. Da tempo O'Neil non si occupa più della serie e le ultime storie che lo hanno visto impegnato su degli albi del gruppo sono sulla serie spin-off Justice League Task Force negli anni novanta. Si tratta dei nn. 5-6 (del 1993), albi collegati (ovvero tie-in) alla saga batmaniana Knightquest. Dopo 20 anni O'Neil ritorna con una storia dal titolo Extiction, senza spunti originali, e con l'ennesima minaccia aliena per il genere umano, il disegnatore è Tan Eng Huat. Lo story-arc successivo vede il ricomporsi della storica coppia Chris Claremont e John Byrne, celebri per aver rilanciato (e rifondato) gli X-Men nella seconda metà degli anni settanta, ponendo le basi per lo strepitoso successo delle serie mutanti nel ventennio successivo. Nei nn. 94-99, con la storia The Tenth Circle introducono una minaccia di natura vampiresca, pretesto per introdurre una nuova versione della Doom Patrol. Byrne ha infatti intenzione di lanciare una nuova serie dedicata al bizzarro e atipico team. I lettori sono però sconcertati da un approccio che sembra cancellare gran parte della continuity precedente e la versione dell'autore canadese non troverà i consensi sperati. Tra l'estate e l'autunno del 2004 sono distribuiti i nn. 101-106, scritti da Chuck Austen e disegnati da Ron Garney. Il titolo che li lega è Pain of Gods (ovvero Il dolore degli Dei) ma ogni albo si concentra su un differente membro del team, analizzandone la personalità e l'approccio psicologico all'essere un superuomo. La struttura dello story-arc è originale e ben gestita ai testi da Austen, i disegni di Garney sono incisivi e si adattano al tipo di narrazione, più introspettivo e meno "action" di quanto si vede sulle serie della Justice League. Il lavoro di Garney è talmente apprezzato che viene confermato anche per l'ambizioso story-arc che si dipana dal n. 107 al n. 114 (dicembre 2004-luglio 2005). Ai testi vi è l'ormai acclamato Kurt Busiek e alle chine Dan Green, il titolo è Syndicate Rules. La storia riprende la trama dello storico intercompany crossover JLA/Avengers, realizzato dal duo Busiek-Perez e distribuito tra il 2003 e il 2004. Negli albi della JLA si rivede infatti lo "space egg" visto alla fine di quel crossover con il team della Marvel, si tratta di uno dei rarissimi casi in cui un evento editoriale di questo tipo ha una conseguenza diretta sulla continuity delle serie regolari. Per cercare di attirare ulteriormente i lettori, oltre all'allaccio ad una miniserie-evento di successo come JLA/Avengers, si rivede il Sindacato del Crimine d'Amerika così come lo aveva ridelineato Grant Morrison in JLA: Earth 2 (graphic novel del 1999). Anche in questo caso la comparsa del team alternativo della Justice League è in continuity con gli eventi narrati nell'opera dello scrittore scozzese. Busiek non rimane ai testi della serie ma si continua la rotazione degli autori. Gli albi nn. 115-119 sono assegnati a Geoff Johns, destinato a realizzare un lungo ciclo di storie della League tra il 2011 e il 2015. Negli anni 2010 Johns diviene una figura chiave delle scelte creative ed editoriali del DC Universe, essendo nominato Presidente, massimo responsabile creativo (o Chief Creative Officer) e consulente per lo sviluppo dell'universo cinematografico dedicato ai supereroi della DC. Nel suo primo story-arc della Justice League si cimenta in una storia quale Crisis of Conscience che deve risentire dei fatti accaduti nella miniserie Identity Crisis. Le conseguenze sono il disfacimento della Justice League, i cui membri sono ormai pervasi da un senso di sfiducia reciproca e verso i valori stessi che un team di supereroi dovrebbe incarnare. I disegni sono affidati ad Alan Heinberg. I nn. 120-125 (distribuiti tra il 2005 e il 2006) sono affidati a Bob Harras, storico redattore Marvel e poi DC, che qui realizza la storia Un mondo senza Jusice League, situazione nata da quanto visto negli albi scritti da Geoff Johns. L'arco narrativo serve anche a preparare in parte il terreno per l'imminente ed ennesima "Crisis" dell'universo DC dal titolo Crisi infinita. Nonostante l'impiego di team creativi d'alto profilo e storyline ambiziose, le vendite della JLA non si sono più risollevate dopo la dipartita di Grant Morrison. Ancora una volta la serie dimostra la difficoltà intrinseca nel mantenere fresche ed originali le storie del più importante team della DC. L'universe-wide crossover Infinite Crisis dà però l'opportunità di rilanciare il titolo con una nuova numerazione (dal n. 1) e nuovi autori, nella speranza di tornare ad attirare i lettori. In ogni caso la serie JLA rimane, parzialmente, un successo di vendite e talvolta di critica. Inoltre ha una longevità che la porta a raggiungere i 125 numeri pubblicati, si tratta della serie della Justice League con più alta numerazione dopo quella storica (di 261 albi) distribuita ininterrottamente tra gli anni sessanta e gli anni ottanta.

#### Dopo Crisi Infinita (2006-2011)
Nel 2006 il presidente Paul Levitz, coadiuvato dallo scrittore Geoff Johns e dall'artista/autore Jim Lee, concretizza la pubblicazione dell'ambiziosa opera che si pone come sequel di Crisi sulle terre infinite nell'anno del trentennale di questa prima saga interconnessa ad un intero universo narrativo. Il titolo del nuovo universe-wide crossover è Infinite Crisis (ovvero Crisi Infinita) con l'intento di riportare "ufficialmente" in essere il multiverso come struttura portante del DC Universe. La miniserie è affidata a Geoff Johns (ai testi) e Phil Jimenez (alle matite). L'artista ha uno stile molto dettagliato e ricco di particolari, simile a quello di George Perez, autore negli anni ottanta di Crisi sulle terre infinite. In quell'opera si assisteva alla fine del primo Multiverso DC con il collasso della continuity DC in un'unica linea temporale, senza più l'opzione di avventure ambientate in terre parallele e/o universi alternativi. Di fatto però già negli anni novanta si ha la reintroduzione di realtà parallele o di storie al di fuori della continuity ufficiale, tra l'altro etichettate dal banner Elseworlds in copertina. La stessa Justice League si era ritrovata ad affrontare la sua controparte malvagia, originaria dell'universo alternativo denominato Terra 3, e questo in una graphic novel di fine anni novanta. L'opera in questione è JLA: Earth 2 di Grant Morrison e Frank Quietly. Crisi Infinita viene strutturata come miniserie con collegamenti e ripercussioni su tutte le serie supereroistiche della DC Comics con una pianificazione editoriale e diramazioni narrative paragonabili se non maggiori a quelle dell'opera originaria, di cui però rappresenta un punto di inversione. I personaggi iconici che compongono il gruppo più celebre della casa editrice sono inevitabilmente coinvolti e si prestano ad un rinnovamento e rilancio della serie, ormai in declino di vendite da un quinquennio. Le radici della nuova Justice League sono però da ricercare nella miniserie Identity Crisis, pubblicata tra il 2004 e il 2005, scritta da Brad Meltzer e disegnata da Rags Morales. L'opera risulta essere un inaspettato successo editoriale e convince il presidente Levitz a dare il via libera per Crisi Infinita. L'opera del duo Meltzer-Morales non è però un universe-wide crossover, nonostante l'utilizzo del termine Crisis, si tratta invece di una storia più strettamente legata alle vicende dei membri della Justice League, con particolare attenzione per i personaggi secondari.
Meltzer ottiene la piena fiducia dell'editore per prendere le redini della nuova Justice League of America, ai disegni viene affidato Ed Benes. La nuova serie esce sulla scia degli eventi della saga Crisi Infinita del 2006, della conseguente ristrutturazione della continuity e dal fatto che tutti gli eventi delle serie pubblicate subiscono un salto in avanti di un anno. Gli eventi di questo periodo saranno poi ripercorsi nella serie 52. Durante questo periodo di transizione si rafforza la centralità di tre supereroi quali Superman, Batman e Wonder Woman, la Trinità della DC Comics. Nel prologo alla nuova serie, il n. 0 del settembre 2006, Meltzer mette al centro della rinata Justice League queste tre icone e se ne sottolinea l'importanza come pietra angolare della storia del gruppo. In questo modo si assiste però ad un retcon della continuity del team, in quanto Superman e Batman non sono mai stati dei perni della League ma il vero spirito del gruppo (ed elemento di continuità storica) è Martian Manhunter, che d'ora in poi perderà questa sua peculiarità. Negli anni duemila la DC vuole fortemente puntare sui suoi elementi più popolari: Superman, Batman e Wonder Woman. La formazione di Brad Meltzer è composta da: Superman, Batman, Wonder Woman, Black Canary, Red Tornado, Red Arrow (ovvero Roy Harper, ex-sidekick di Green Arrow), Black Lightning, Vixen (presa dal periodo della Justice League Detroit), e Hawkgirl. Come si può notare non mancano personaggi secondari e sidekick a fare da contorno ai Big Guns dell'editore. Tra l'altro Meltzer tradisce da subito la nuova linea editoriale che vorrebbe puntare sui personaggi celebri, da Superman a Flash, ma si attiene a quello che era già stato il suo approccio nella miniserie Identity Crisis, cioè l'attenzione ai supereroi di secondo piano. La sua prima storyline, che arriva a coprire un arco di 6 albi (dal n. 1 al n. 6, ottobre 2006-aprile 2007), si intitola  The Tornado's Path e verte sulla ricostruzione/retcon della storia del sintezoide Red Tornado (un omologo DC della Visione della Marvel). La storia è però eccessivamente diluita e didascalica nel suo voler ristabilire una precisa continuity per un personaggio che non attira lettori occasionali e non entusiasma neppure i core-fan del team. Il n. 7 serve da epilogo e introduce due nuovi quartier generali per il gruppo: il primo è un satellite, già visto nelle storie del periodo Bronze Age, il secondo è la Hall of Justice, presa direttamente dalle serie a cartoni animati Super Friends. Gli albi nn. 8-10 sono un crossover con la nuova serie della Justice Society of America (post-Crisi Infinita), il titolo: The Lightning Saga. La storia manca dell'epicità necessaria agli incontri tra due gruppi storici quali la JLA e la JSA, d'altra parte non viene neppure menzionato il termine Crisis, termine-simbolo delle lotte affrontate dai due team sin dagli anni sessanta. Gli ultimi due albi di Meltzer deludono ulteriormente. Il n. 11 (settembre 2007), illustrato da Gene Ha, ha come protagonisti Red Arrow e Vixen, due comprimari nelle saghe della League. L'ultimo (il n. 12 dell'ottobre 2007) vede i membri del gruppo durante le ore di ozio e inattività. Il run di Meltzer si chiude quindi sottotono e lasciando un vuoto di idee e concetti a cui potersi agganciare per i nuovi autori, l'enorme successo ottenuto da Identity Crisis non si è ripetuto e la nuova serie Justice League of America è già in difficoltà.
La scelta come successore di Brad Meltzer ai testi della serie è peculiare in quanto ricade sullo scrittore afroamericano Dwayne McDuffie, poco popolare nel 2006, ma che aveva ricevuto una certa attenzione da parte dei media nei primi anni novanta. Nel 1993 è infatti il cofondatore, insieme a Denys Cowan, della Milestone Media. Si tratta di una casa editrice che ha lo scopo di pubblicare serie di supereroi di origine non caucasica, proponendo scrittori e disegnatori di diverse etnie. McDuffie si era fatto portavoce delle critiche verso il modo in cui venivano presentati i personaggi di origine asiatica, afroamericana e latina in generale o comunque estranei alle etnie indoeuropee. Questi supereroi erano tendenzialmente stereotipi delle loro culture e mancavano di un background accurato e un approfondimento psicologico che andasse oltre il colore della pelle, questo stando alle dichiarazioni di McDuffie. Grazie ad un accordo con la presidente Jenette Khan e il suo vice Paul Levitz, i fumetti Milestone vennero distribuiti dalla DC. Le prime 4 serie ad essere pubblicate furono Hardware, Blood Syndicate, Icon e Static ma non ottennero il successo sperato e l'editore non superò la crisi di vendite che ha colpito il mercato fumettistico a partire dal 1996. Adesso grazie forse all'amicizia e considerzaione di Levitz (ora Presidente) e al buon lavoro di editor della serie animata sulla Justice League, McDuffie ha l'arduo compito di riportare gli albi del gruppo tra i più venduti del nuovo millennio. L'impresa è però più ardua del previsto, il mercato è sempre più competitivo e le ingerenze degli editor della stessa DC finiscono per sabotare il lavoro di Dwayne. Il primo albo è uno speciale dal titolo Justice League Wedding Special del novembre 2007. Per l'occasione si celebrano le nozze evento tra Green Arrow e Black Canary, all'epoca personaggi non ancora resi celebri dalle serie televisive uscite negli anni successivi (trasmesse da The CW). I primi tre albi della serie gestiti dal nuovo autore (nn. 13-15, novembre 2007-gennaio 2008) sono poi dedicati alla reintroduzione nel team di Firestorm. Ancora una volta si commette quindi l'errore di iniziare un nuovo run della League puntando i riflettori su personaggi secondari e di poca suggestione per la maggior parte dei lettori. Lo stesso era capitato con Meltzer che iniziò il suo ciclo con una lunga saga (in 6 parti+epilogo) incentrata su Red Tornado, in parte responsabile della falsa partenza della nuova Justice League of America (vol. 2). A partire dal n. 16, McDuffie perde la possibilità creare storyline che gli garantiscano libertà creativa. Il n. 16 serve infatti da albo tie-in (di congiunzione) con la miniserie Tangent: Superman's Reign, opera ambientata nel Tangent Universe (universo alternativo della DC). I nn. 17-19 vedono poi ai testi Alan Burnett che delinea una storia che serve da prologo a Countdown to Final Crisis. La Crisi finale dell'universo DC è una specie di seguito di Crisi infinita e dovrebbe chiudere una trilogia di universe-wide crossover iniziata con Crisi sulle Terre Infinite del 1985-1986. L'importanza dell'evento, la cui funzione è quella di attirare nuovi lettori verso l'universo fumettistico DC, condiziona però in maniera negativa la gestione dei personaggi della Lega della Giustizia. Tra l'altro l'evento prevede la morte di Batman, l'abbandono di Superman e Wonder Woman, e Black Canary che prende il comando del gruppo. Pretesto per La Lanterna Verde Hal Jordan di lasciare anche lui la JLA, per fondarne un'altra, dando origine allo spin-off Justice League: Cry for Justice (miniserie di 7 albi, settembre 2009-aprile 2010). McDuffie arriva a polemizzare pubblicamente con la sua casa editrice nella seguita rubrica online Life in the Gutters del giornalista Rich Johnston. Le sue lamentale riguardano l'ingerenza degli editor, l'impossibilità a gestire i personaggi (soprattutto quelli iconici quali Batman e Superman), i continui rimaneggiamenti dei team artistici e l'utilizzo della serie come piattaforma per lanciare crossover tra le serie del multiverso DC e spingere l'attenzione su personaggi di secondo piano. Questo tipo di problematiche non sono certo una novità, ma erano già emerse negli anni settanta soprattutto con lo storico scrittore Gerry Conway e diversi altri. Adesso però, le dichiarazioni pubbliche di McDuffie non possono essere tollerate e, per la prima volta con forma ufficiale, uno scrittore della Justice League viene licenziato.
I nn. 35-37 sono affidati al veterano Len Wein, nei quali introduce una nuova versione della Royal Flush Gang, e dal n. 38 (del dicembre 2009), James Robinson diviene il nuovo scrittore regolare della serie, già impegnato sulla miniserie Justice League: Cry for Justice. Come disegnatore gli viene affiancato Mark Bagley, divenuto celebre alla rivale Marvel per il lungo ciclo di storie della serie Ultimate Spider-Man realizzata con Brian Michael Bendis. I primi albi di Robinson sono condizionati dai crossover in corso all'interno del DC Universe. I nn. 39-40 sono collegati a Blackest Night, il n. 43 è un tie-in della saga Rise and Fall incentrata su Green Arrow, mentre dal n. 44 al n. 48 (luglio-ottobre 2010) sono collegati a Brightest Day, crossover sequel di Blackest Knight. I nn. 45-48, in particolare, si intrecciano a loro volta con le vicende della serie Justice Society of America per la saga The Darkest Things. James Robinson gode di una certa libertà creativa a partire dal n. 50 (del dicembre 2010) con l'arco narrativo denominato Omega in cui riprende il Sindacato del Crimine, nemesi e versione speculare della League proveniente da una terra parallela. La storia non è particolarmente originale e sfrutta un'idea ormai più volte sfruttata nel Multiverso DC (ripristinato con Crisi Infinita). Nei nn. 54-59 (aprile-settembre 2011), Robinson compone la sua storia più ambiziosa con la saga Eclipso Rising, dove si ripropone il villain Eclipso, responsabile della morte della quinta incarnazione di Starman, personaggio che sarà poi rilanciato dallo stesso Robinson con grande successo di critica e (parzialmente) di lettori. Insieme ad Eclipso sono protagonisti diversi personaggi del "mondo soprannaturale" della DC quali lo Spettro, Zauriel (dal run di Morrison) e Shade, uno dei co-protagonisti della serie Starman (vol. 2) realizzata da Robinson negli anni novanta. La serie Justice League of America (vol. 2) chiude con il n. 60 con data di copertina: ottobre 2011. La serie non è mai riuscita a raggiungere un buon successo di vendite sin dai suoi esordi con Brad Meltzer, ma adesso alla DC vi è un nuovo presidente, Diane Nelson (dopo lo spodestamento di Paul Levitz) e una nuova rivoluzione è all'orizzonte per l'intera casa editrice. Il progetto prevede l'azzeramento di tutta la continuity dell'universo DC e il lancio di 52 nuove serie dal numero 1. Per la storica Justice League si prevede un reboot senza precedenti nella sua vita editoriale.

#### I Nuovi 52 (2011-2015)
Nel 2011 la DC Comics decide di mettere in atto un reboot di tutte le sue testate, azzerando gran parte della continuity del DC Universe. Tutte le serie mensili in corso vengono cancellate e sostituite da nuove serie che partono dal n. 1. Anche pubblicazioni storiche quali Detective Comics e Action Comics sono distribuite ricominciando la numerazione dal numero uno (evento mai accaduto dal loro debutto negli anni '30). Si tratta del secondo rilancio radicale messo in atto dalla DC Comics, dopo quello del 1985-1986 con la saga Crisi sulle Terre infinite. Come accaduto negli anni ottanta, però, si compie l'errore di non stabilire chiaramente quali avvenimenti della decennale storia dei personaggi sono ancora canonici e quali sono rimasti fuori dalla nuova continuity. L'evento creato per dare una giustificazione narrativa a questo azzeramento di continuity è stato Flashpoint, cui seguì la nascita del nuovo universo narrativo, denominato The New 52 in quanto vengono lanciate 52 nuove serie mensili. In contemporanea alla distribuzione nelle fumetterie, gli albi vengono resi disponibili il giorno stesso anche in versione digitale.
La prima serie delle Nuove 52 ad essere distribuita è quella sulla Justice League, a ribadire l'importanza storica che il team riveste all'interno delle strategie editoriali della DC. La data di copertina è ottobre 2011 e a curarne i testi è Geoff Johns, mentre i disegni sono affidati a Jim Lee e Scott Williams. Johns e Lee, insieme al redattore Dan DiDio sono gli ideatori del nuovo progetto e lo stesso Lee è responsabile graficamente del restyling dei costumi e dei personaggi, visibilmente più giovani rispetto alle loro versioni pre-Flashpoint. In questa nuova continuity tutti i supereroi DC sono infatti in circolazione da non più di 5 anni e non c'è più distinzione tra le generazioni della Golden Age e quelle successive. Quindi non è mai esistito il gruppo della Justice Society of America operativo durante la seconda guerra mondiale, che nella linea temporale originale era tra l'altro l'ispiratore e il modello per la stessa Justice League. Non vi è neanche più spazio per la nuova generazione di eroi anni novanta quali ad esempio il terzo Flash (Wally West), il nuovo Lanterna Verde Kyle Rayner o il nuovo Starman (Jack Knight). Si assiste quindi ad una compressione della storia del DC Universe che porta ad una semplificazione delle dinamiche tra i personaggi e ad un conseguente appiattimento del contesto narrativo. Lo stesso Geoff Johns, nel 2016, arriva a rimpiangere (anche se non rinnegare) l'azzeramento della continuity, decisione che porterà con Rebirth al ripristino di gran parte della storia decennale dei supereroi DC.
I primi sei albi si svolgono cinque anni nel passato (rispetto alle altre serie The New 52) e narrano le origini di questa nuova League. La minaccia che porta alla formazione del team arriva da Darkseid e la squadra è formata da Superman, Batman, Wonder Woman, Flash (Barry Allen), Lanterna Verde (Hal Jordan), Aquaman e Cyborg. A partire dal n. 7 le vicende si spostano nel presente. Jim Lee lascia i disegni dopo il n. 12 e la serie si trova a non avere più un punto di riferimento artistico e stilistico, mentre Geoff Johns ne cura i testi fino al cinquantesimo numero. Dopo il successo iniziale, le vendite e il consenso calano e la serie chiude con il numero 52 (agosto 2016), gli ultimi due albi vedono ai testi Dan Abnett (n. 51) e Dan Jurgens (n. 52). A partire dal rilancio post-Flashpoint, la DC si propone l'obbiettivo di pubblicare 52 serie mensili regolari, ma questo proposito rimane difficile da mantenere nel corso del tempo (anche per le chiusure dei titoli di scarso successo), optando poi anche per numeri speciali e miniserie per completare il parco testate. A partire da Justice League n. 40 (giugno 2015) il banner The New 52 viene definitivamente abbandonato.
Nel 2013 si assiste ad un importante cross-over con altri titoli legati a Justice League dal titolo Trinity War in cui si riprende il personaggio di Pandora, legato agli eventi che hanno portato alla nuova continuity del reboot del 2011. Pandora, insieme a Phantom Stranger e Question, forma la "Trinity of Sin" (o "trinità del peccato"), anche se il significato di questa unione e i loro scopi non vengono chiariti in maniera convincente e coerente da Johns. Alla fine della storia (n. 23) si assiste all'arrivo del Sindacato del crimine proveniente dalla terra parallela denominata Terra 3. Si tratta delle versioni malvagie e contorte della Justice League e gli avvenimenti portano alla miniserie Forever Evil, il primo company-wide crossover dopo Flashpoint. I tie-in con la serie riguardano gli albi dal 24 al 29 e ci proiettano in una terra dominata dai supercriminali con una resistenza capeggiata da Lex Luthor. Il punto di riferimento per delineare i componenti del Sindacato del Crimine è la graphic novel JLA: Earth 2 di Grant Morrison e Frank Quietly (pubblicata nel 2000). Ai membri quali Ultraman, Owlman, Superwoman, Power Ring e Johnny Quick, si aggiungono per la prima volta le versioni malvagie di Firestorm (denominata "Deathstrom") e quella di Shazam (conosciuto anche come "Capitan Marvel"), il quale si tramuta da essere normale in supercriminale con l'invocazione "Mazahs" (versione distorta di "Shazam"). Nei numeri dal 30 al 34 (giugno-dicembre 2014) viene introdotta la versione post-Flashpoint della Injustice League, originariamente ideata sulle pagine della serie Justice League International da Keith Giffen. La nuova "Lega dell'Ingiustizia" viene formata da Lex Luthor. Successivamente abbiamo l'arco narrativo The Amazo Virus, nei nn. 35-39, dove la League si trova ad affrontare la minaccia di un nuovo virus creato dalla LexCorp. A questo segue l'ultimo e più ambizioso story-arc di Geoff Johns sulla Justice League, si tratta della storia Darkseid War, serializzata in 11 albi, dal n. 40 al n. 50. Nella storia l'autore si confronta con i personaggi della saga del Quarto Mondo ideati da Jack Kirby negli anni settanta. La nemesi è qui rappresentata dal semidio Darkseid. Nonostante quest'ultimo tentativo di dare spunti d'interesse alla serie, i lettori persi durante il lungo run di Johns non sono più recuperabili e la serie si avvicina all'ennesimo reboot. Gli ultimi due albi sono affidati ad Abnett e Jurgens e servono solo a raggiungere il simbolico n. 52, numero simbolo de "I Nuovi 52" e ora epilogo dell'intero progetto editoriale.
Durante gli anni del progetto The New 52 vengono lanciate diverse serie spin-off o, comunque, ispirate dalla serie principale del gruppo. L'editore cerca di massimizzare a livello commerciale il successo e il clamore suscitato inizialmente della Justice League del duo Johns-Lee e sfrutta quindi il "brand" del celebre gruppo per distribuire nuove serie regolari. Un'operazione di questo tipo collegata al team non accadeva dai primi anni novanta e li supera per numero di titoli. Già il mese successivo (data di copertina novembre 2011) vengono distribuite due nuove serie regolari, ovvero Justice League Dark e Justice League International (vol. 3). La prima presenta un gruppo totalmente nuovo di Leaguers, formato da personaggi che provengono da serie Vertigo o che agisco nell'ambito del misticismo. Il gruppo iniziale è formato da John Costantine (dalla serie Hellblazer), Deadman, Madame Xandu, Shade, the Changing Man, Zatanna. La serie viene affidata per i primi numeri a Peter Milligan, autore spesso impegnato per l'etichetta Vertigo, e a Jeff Lemire per i nn. 0,9-23. La serie ha un discreto successo ma chiude con il n. 40 (maggio 2015). Justice League Dark serve inoltre da ispirazione per un lungometraggio d'animazione distribuito per il mercato home video. La terza incarnazione della Justice League international riscuote invece meno successo e chiude dopo soli 12 albi, l'ultimo numero ha data di copertina dicembre 2012. I testi sono affidati a Dan Jurgens che getta le basi per la formazione del gruppo sul modello della serie originale di Keith Giffen e Jean Marc DeMatteis. Abbiamo quindi un gruppo di supereroi che si unisce sotto l'egida e il controllo delle Nazioni Unite 5 anni dopo la nascita della Justice League originale (secondo la nuova continuity post-Flashpoint). Il gruppo è formato da Booster Gold, Fire, Guy Gardner, Rocket Red, Vixen, August General in Iron. Nonostante vi siano diversi membri della JLI originale, la serie non riscuote però lo stesso successo di quella degli anni ottanta.

Copertina tratta da Justice League United n.0, disegni di Mike McKone / edizione italiana RW-Lion

Questa tendenza si ripete per gli altri spin-off e dimostra un progressivo calo d'interesse per la Justice League. Nel 2013 viene riproposto lo storico titolo Justice League of America, qui alla sua terza serie (o vol. 3). Lo stesso Geoff Johns si incarica di scriverne i testi, affiancato dagli autori canadesi Jeff Lemire e Matt Kindt. Il primo albo esce con decine di copertine variant, ognuna rappresentante una bandiera di uno stato degli USA, il tutto accompagnato da una grande campagna di marketing. La serie chiude però con il n. 14 (luglio 2014). Sempre nel 2014 viene lanciata l'ennesima nuova serie regolare denominata Justice League United che presenta, nel primo story-arc, la formazione della Justice League of Canada e i testi sono affidati ad uno scrittore canadese quale Jeff Lemire. Si conclude dopo 16 numeri nel febbraio 2016. Nell'estate del 2015 si cerca di rilanciare il titolo Justice League of America ripartendo dal n. 1 e dando pieno controllo creativo a Bryan Hitch che aveva già lavorato sul gruppo insieme a Mark Waid sulla serie JLA con risultati altalenanti e polemiche con lo stesso Waid. Adesso ha modo di dare una sua visione del team ma la serie chiude, per scelte editoriali e ritardi sulla realizzazione degli albi, l'ultimo, il n. 10, esce nel 2017. Hytch sembra però convincere i dirigenti della DC che gli affidano la nuovissima serie della Justice League rinata sotto il progetto DC Rebirth.

#### Justice League: Rebirth (2016-2018)

Copertina variant per la Justice League: Rinascita, disegni di Yanick Paquette / RW Edizioni

Il reboot dell'universo DC iniziato nel 2011 con l'intento di rinnovare i personaggi della casa editrice non riscosse il successo sperato, nonostante un buon risultato nelle vendite soprattutto nel primo biennio. La stessa Justice League, ripartita dal n. 1 nel 2011 con ai testi Geoff Johns e alle matite Jim Lee ha progressivamente perso lettori, al pari delle altre serie del progetto The New 52. Lo stesso Geoff Johns, principale responsabile creativo, ha ammesso che azzerare la continuity dei personaggi ha tolto in parte l'aspetto mitologico che circonda le icone di questo universo fumettistico. La DC ha quindi deciso di operare un rilancio del parco testate integrando le storie del passato (soprattutto del periodo post-Crisis, quindi dopo il 1986) con quanto accaduto sulle nuove serie dell'ultimo quinquennio. Dopo la pubblicazione dell'albo singolo Justice League: Rebirth (del 6 luglio 2016), viene quindi lanciata una nuova serie dal titolo Justice League che ritrova ai testi Bryan Hitch e ai disegni Tony Daniel. Hitch stava già realizzando una serie sul supergruppo iniziata l'anno prima e che porta a termine nel corso del 2016. La nuova serie è quindicinale (distribuita dal 20 luglio) e vede un prezzo di copertina più contenuto ($2,99 invece di $3,99). Le dinamiche del gruppo sono cambiate in seguito alla revisione della continuity. Torna il Superman pre-Flashpoint (che si era sposato e ora ha un figlio), mentre è morto il Superman introdotto da Grant Morrison dopo Flashpoint. Questo destabilizza un team che vede l'arrivo di due debuttanti come Lanterne Verdi, ovvero Jessica Cruz e Simon Bazz, una Wonder Woman incerta sulle sue origini e Flash (Barry Allen) che comincia ad avere memorie della sua storia passata (pre-Flashpoint). A questi si aggiungono Batman e Cyborg.
A fine 2016 viene introdotta una versione finora inedita della League, ovvero la Justice League of China. I membri appaiono sulla serie regolare New Super-man che vede come protagonista un "superuomo" creato da un misterioso ministero governativo. Il soggetto si chiama Kenan Kong e l'esperimento che lo riguarda risponde alle necessità di avere un Superman cinese da parte della leadership dello Stato. Sin da subito vengono introdotte altre versioni cinesi dei supereroi statunitensi, quali Wonder Woman, Batman e un sidekick robotico dal nome Robinbot. Questi divengono i membri fondatori della Justice League of China e l'importanza del supergruppo all'interno della serie porta ad un cambiamento del titolo dell'albo, che diviene New Super-man and the Justice League of China a partire dal n. 20 (distribuito il 14 febbraio 2018).
Nel febbraio 2017 viene lanciata una serie spin-off che riprende il titolo classico Justice League of America, qui alla sua quinta serie dal 1960. L'albo nasce dalla miniserie Justice League Vs Suicide Squad, e viene preceduta dall'albo singolo Justice League of America: Rebirth n. 1 (distribuito l'8 febbraio). Il gruppo viene assemblato da Batman e il line-up è formato da Black Canary, Killer Frost, The Ray, Vixen, The Atom e Lobo (nella sua versione anni novanta plasmata da Simon Bisley). Quest'ultimo rappresenta l'imprevedibilità e instabilità di questa incarnazione della League che viene infatti pubblicizzata come "the roughest, the toughtest Justice League of all time!". I testi sono affidati a Steve Orlando e i disegni a Ivan Reis e Joe Prado. La prima minaccia affrontata sono il gruppo degli Extremists, supercriminali provenienti da una realtà parallela e il cui obbiettivo è una dittatura globale che prevede la soppressione di ogni forma di dissenso. Si tratta del team creato da Keith Giffen e Jean Marc DeMatteis nei primi anni novanta sulla serie Justice League Europe e sono versioni DC di alcuni dei principali supervillain della rivale Marvel.
La serie Justice League Rebirt (o Justice League vol. 3) chiude con il n. 43 (data di copertina giugno 2018) al termine dello story-arc Justice Lost di Christopher Priest e Pete Woods. Nello stesso mese chiude lo spin-off Justice League of America (vol. 5) con il n. 29, di Steve Orlando (testi) e Hugo Petros (disegni).

#### Justice League Post-rebirth (dal 2018)
Nel 2018 la casa editrice va incontro a sostanziali cambiamenti a livello dirigenziale. Dal mese di marzo Diane Nelson non è più Presidente della DC Entertainment e perde ogni suo ruolo all'interno del gruppo Warner Bros., ufficialmente si prende un periodo sabbatico. Il suo braccio destro Geoff Johns, anch'esso presidente e massimo responsabile creativo della DC, viene deposto dai suoi incarichi pur rimanendo all'interno della casa editrice con il ruolo di scrittore di fumetti e redattore. Questi viene privato inoltre del suo ruolo di responsabile degli adattamenti cinematografici dei supereroi DC di cui è stato inoltre responsabile in ruolo di co-sceneggiatore e produttore. Ufficialmente rimane come consulente per lo sviluppo dell'universo cinematografico DC e sarà ancora presente in veste di produttore e co-sceneggiatore del film Aquaman (in uscita a dicembre 2018), Wonder Woman 1984 e Green Lantern Corps, entrambi in produzione nel momento del cambiamento dei ruoli direttivi. Johns paga indubbiamente la delusione degli incassi del film sulla Justice League del 2017 e il disappunto della critica e degli stessi lettori per la gestione del DC Extended Universe.
A livello editoriale si cominciano a sentire le prime ripercussioni già nel corso del 2018 e la Justice League e molti altri titoli risentono della necessità dell'ennesimo ricambio e rilancio. La serie legata all'evento DC Rebirth chiude con il n. 43 (distribuito il 18 aprile) e si decide di pubblicare una nuova serie regolare (dal n. 1) affidata a Scott Snyder (testi), Jim Cheung e Mark Morales (disegni), pubblicata dal 6 giugno. Come ponte tra le due pubblicazioni esce la miniserie di 4 numeri Justice League: No Justice; Braniac recluta il gruppo per combattere un nuovo nemico che sta attaccando il suo pianeta d'origine, integrando la squadra con altri personaggi come Zatanna, Dottor Fate, Sinestro, Lex Luthor, Deathstroke, Robin (Damian Wayne), Beast Boy e Harley Quinn; al rifiuto iniziale, l'androide dichiara che l'attacco è conseguenza della rottura del Muro della Sorgente, il confine invalicabile dell'universo nella dimensione della Terra 52, avvenuta a conclusione del crossover Dark Night: Metal. A tale scopo, Braniac organizza i membri dividendoli in 4 squadre separate: Wonder (Wonder Woman, Dottor Fate, Zatanna, Raven e Etrigan) composta da mistici, Entropy (Batman, Luthor, Deathstroke, Lobo e Beast Boy) composta da coloro che sfruttano il caos, Mystery (Superman, Martian Manhunter, Starfire, Starro e Sinestro) composta da alieni e Wisdom (Harley Quinn, Robin, Ryan Choi alias il nuovo Atom, e Cyborg) composta da geni (Quinn era una nota psichiatra prima di essere plagiata dal Joker). Tuttavia, la missione verrà prima ostacolata da Amanda Waller sulla Terra, dove la donna trova il modo di colpire Braniac, e poi modificata da dagli stessi membri quando capiscono che Braniac voleva solo liberare il proprio clone Vrel Dox per farne la nuova incarnazione di se stesso.
Oltre alla nuova serie regolare Justice League di Scott Snyder formata da Superman, Batman, Wonder Woman, Flash II (Barry Allen), Aquaman, Martian Manhunter, Cyborg, Hawkgirl II (Kendra Shiera Sanders), escono nel mese di luglio 2018 due serie spin-off. La prima è Justice League Odyssey, formata da Cyborg, Starfire, la green lantern Jessica Cruz, e Azrael (personaggio creato negli anni novanta per divenire il nuovo Batman nella saga Knightfall). Lo scopo di questa League è quello di affrontare minacce cosmiche. La seconda in uscita è la nuova versione di Justice League Dark (in origine serie de I Nuovi 52) formata da Wonder Woman, Zatanna, Swamp Thing, Man-Bat e Detective Chimp. Il loro scopo è affrontare minacce di origine mistica.

## Crossover con altri editori e/ofranchise
La DC Comics ha permesso che si realizzassero storie della Justice League nelle quali il team incontra personaggi pubblicati da altre case editrici o provenienti da franchise nati non nel mondo dei fumetti. Queste opere prendono il nome di intercompany crossover, ovvero crossover tra due diverse case editrici. Il primo progetto a prendere forma non poteva che essere l'incontro con il supergruppo Avengers della rivale Marvel Comics. L'idea nasce nel 1979 ma la realizzazione e pubblicazione dell'atteso crossover avviene solo nei primi anni duemila con la miniserie JLA/Vendicatori. Nel frattempo i primi intercompany crossover ad essere realizzati e distribuiti sono quelli con case editrici indipendenti quali la Image Comics e la Dark Horse a fine anni novanta. Nel corso del tempo arrivano anche le collaborazioni con la casa editrice kuwaitiana Teshkeel Comics e i Boom!Studios oltre alla già citata Marvel Comics.
- Il primo intercompany crossover ad essere pubblicato arriva nel 1997 grazie alla collaborazione con la Image Comics. Si tratta di un albo unico in formato prestige di 64 pagine[73]. Il titolo è JLA/WildC.A.T.s - Crime Machine ed è realizzato da Grant Morrison (testi), Val Semeiks (matite), Kevin Conrad e Ray Kryssing (chine). Morrison si trovava a gestire la serie regolare della Justice League, allora denominata JLA[31] mentre i rapporti tra la DC e Jim Lee (creatore del team WildC.A.T.s) erano molto buoni e avrebbero portato entro un anno all'assorbimento dei Wildstorm Studios da parte della stessa DC. Fino al 1998 questi studios e i suoi personaggi erano stati parte della Image, una delle pietre fondanti della casa editrice indipendente fondata nel 1992 nonché del suo successo ma Jim Lee, in seguito al crash delle vendite di metà anni novanta, decise di ripararsi sotto l'ombrello della Warner Bros. (corporation e colosso dei media proprietaria della DC Comics).

Copertina per la raccolta dei crossover tra DC e Top Cow Productions. Edizione italiana: Planeta DeAgostini

- JLA/Witchblade n. 1, secondo crossover realizzato con un personaggio della Image[74]. Questa volta si tratta della supereroina Witchblade (alterego dell'italo-americana Sara Pezzini) creata nel 1995 da Marc Silvestri e pubblicata per l'imprint Top Cow Productions. Gli autori sono Len Kaminski (testi), Mark Pajarillo (matite), Walden Wong (chine), data di copertina: dicembre 2000[74].
- JLA Versus Predator, albo unico in formato prestige, pubblicato in collaborazione con la Dark Horse Comics, data di copertina: gennaio 2001[75]. Si assiste al primo crossover tra la Justice League e il protagonista di un franchise cinematografico quale Predator, reso celebre dal film del 1987 con Arnold Schwarzenegger e vari sequel. Gli autori del fumetto sono John Ostrander (testi) e Graham Nolan alle matite[75]. Quest'ultimo, come disegnatore, ha raggiunto un notevole successo negli anni novanta lavorando sulla storica serie di Batman Detective Comics, coadiuvato ai testi da Chuck Dixon. I due sono, tra l'altro, responsabili della creazione del supercriminale Bane.
- JLA/Vendicatori: miniserie di 4 numeri in formato prestige, pubblicata in accordo con la Marvel Comics. I numeri 1 e 3 sono denominati JLA/Avengers e i nn. 2 e 4 Avengers/JLA[72]. Gli autori sono Kurt Busiek (testi) e George Pérez (disegni), e gli albi sono pubblicati tra settembre 2003 e marzo 2004. Il progetto ha avuto una gestazione lunga e travagliata, iniziata nel 1979 quando una prima stesura della trama viene affidata a Gerry Conway e George Perez ne realizza una ventina di pagine[72]. La realizzazione dell'opera viene però bocciata nei primi anni ottanta dal Redattore Capo della Marvel Jim Shooter[72]. Grazie al sostegno e attesa dei lettori continuano a circolare voci sulla eventuale ripresa del progetto nel corso degli anni novanta. Nei primi anni duemila Kurt Busiek (reduce da un ciclo di storie su The Avengers) e Mark Waid (al lavoro sui testi di JLA) cominciano a collaborare ad una nuova storia e George Perez è ancora interessato a realizzarne i disegni[72]. In seguito ad un accordo esclusivo con l'editore indipendente Crossgen, Waid esce dal progetto ma il duo Busiek-Perez riesce a completare un evento editoriale atteso 24 anni[72]. Il successo è clamoroso e la storia viene particolarmente apprezzata dai lettori più affezionati in quanto la trama ha diversi rimandi alla continuity di entrambi gli universi fumettistici[72]. A fine 2004 la DC pubblica una edizione speciale del crossover, raccolto in due volumi cartonati slipcase[72]. Il secondo volume contiene le pagine disegnate da Perez nel 1983 e mai pubblicate prima[72].
- JLA/Cyberforce: secondo crossover con la Top Cow Productions (imprint della Image Comics). La storia viene pubblicata in un albo unico di 48 pagine con data di copertina gennaio 2005[76]. Gli autori sono Joe Kelly (testi), Doug Mahnke (matite) e Norm Rapmund (chine)[76]. La Justice League incontra per la prima volta un supergruppo di una casa indipendente quale la Image. Si tratta della Cyberforce, team creato nel 1992 da Marc Silvestri insieme al fratello Eric e alla fidanzata Cinthya Sullivan[77]. I membri del gruppo sono esseri potenziati ciberneticamente e fanno la loro prima apparizione in una miniserie di 4 numeri pubblicata tra il 1992 e il 1993[77], a cui si aggiunge un numero zero distribuito dopo la fine della miniserie[78].
- Justice League of America/I 99 o anche JLA/The 99 (come stampato in copertina): miniserie di 6 numeri pubblicata tra il 2010 e il 2011, in copertina è presente l'anagramma JLA (simile a quello della serie anni novanta) per indicare la Lega della Giustizia.[79]. Si tratta del primo (e finora unico) crossover tra la Justice League e un team di supereroi di una casa editrice non statunitense. La serie I 99 è infatti pubblicata dalla casa editrice kuwaitiana Teshkeel Comics. I 99 sono un gruppo di persone con superpoteri generatisi dall'influenza di 99 pietre, rappresentanti di tutti i valori e le virtù degli esseri umani e che coincidono con i 99 nomi con cui viene identificato Allah nel Corano. I componenti dei 99 vengono da diverse etnie e tradizioni religiose e culturali, a rappresentare l'universalità di principi quali l'eroismo e la fratellanza. Gli autori del crossover sono Fabian Niciezia e Stuart Moore (testi) - Tom Derenick (matite) - Drew Geraci (chine)[79].
- Justice League/Power Rangers: miniserie di 6 numeri distribuita dall'11 gennaio 2017[80]. Pubblicata in collaborazione con la Boom!Studios, detentrice dei diritti per la pubblicazione di fumetti sul franchise dei Power Rangers e realizzata da Tom Taylor (testi) e Stephen Byrne (disegni)[80]. Nel 2017 esce un adattamento cinematografico sulla celebre serie televisiva degli anni novanta nata da un mash-up con uno show televisivo giapponese e ora riportata in vita grazie ad un blockbuster che vuole puntare sulla nostalgia e, contemporaneamente, rivitalizzare il brand Power Rangers. Nello stesso anno, a novembre, è in uscita l'atteso lungometraggio sulla Justice League, per la prima di fronte alla trasposizione cinematografica. La DC e la Boom!Studios cercano di capitalizzare sull'hype intorno ai due gruppi per dare vita al primo team-up che vede i Leaguers confrontarsi con degli eroi nati dallo schermo televisivo e non sulla carta stampata. Lo spunto per l'incontro avviene in seguito ad un incidente che altera i teletrasporti del Command Center in Angel Groove (nell'universo narrativo dei Power Rangers) e Zack è catapultato nell'Universo DC dove viene inizialmente creduto un villain da Batman[81].
- Injustice vs. He-Man and The Masters of the Universe: miniserie di 6 numeri scritta da Tim Seeley e disegnata da Freddie E. Williams II, pubblicata dal 18 luglio 2018[82]. La Justice League incontra i personaggi del franchise He-Man e i dominatori dell'universo, nato nei primi anni ottanta da una serie di action figure della Mattel e l'omonima serie televisiva d'animazione. Il crossover non avviene però con la Lega della Giustizia dell'universo principale dei supereroi DC, ma con quella protagonista della serie Injustice e facente parte di una realtà alternativa denominata Injustice Universe[82]. I supereroi di questo universo, capitanati da Batman, si rivolgono al principe Adam di Eternia per ottenere aiuto contro il feroce dittatore che domina la loro Terra, ovvero una versione distorta di Superman[82].
- Black Hammer/Justice League: Hammer of Justice: miniserie di 5 numeri scritta da Jeff Lemire e disegnata da Michael Walsh[83]. La Justice League incontra il gruppo creato dall'autore canadese Jeff Lemire per la casa editrice Dark Horse Comics e pubblicato dal 2015[83]. La serie ha generato diversi spin-off che hanno portato alla formazione del "Black Hammer Universe", caratterizzato da diversi stilemi narrativi e personaggi che riescono a fondere situazioni tipiche sia della Silver Age DC e sia del periodo revisionista post-Crisis[83]. L'incontro con la Justice League consacra questo nuovo universo supereroistico di Jeff Lemire e viene presentato dalle due case editrici come "The Ultimate Crossover Event of 2019!" (ovvero il crossover evento definitivo del 2019)[83]. Il primo albo viene distribuito il 3 luglio 2019[83].
- DC X Sonic the Hedgehog: miniserie di 5 numeri scritta da Ian Flynn e disegnata da Adam Bryce Thomas, e pubblicata dal 2025 per le case editrici Sega e DC Comics. La Justice League (Flash, Superman, Batman, Wonder Woman, Cyborg e Lanterna Verde) incontra e si allea con Sonic the Hedgehog e il resto dei suoi amici (Miles "Tails" Prower, Knuckles the Echidna, Amy Rose, Shadow the Hedgehog e Silver the Hedgehog) per impedire al malvagio Darkseid e al suo esercito di invadere il mondo del famoso riccio blu della serie di videogiochi. L'incontro tra la Justice League e Sonic the Hedgehog viene anche rappresentato dalle due case editrici come "It's a crossover event unlike any other!" (ovvero È un evento crossover diverso da qualsiasi altro!).

## Premi
I fumetti della Justice League of America originale hanno vinto i seguenti premi:
- 1961 - Alley Award per Migliore albo a fumetti
- 1961 - Alley Award per Miglior gruppo di eroi di avventura
- 1963 - Alley Award per Migliore storia (Crisi su Terra-Uno/Crisi su Terra-Due su Justice League of America 21-22 di Gardner Fox e Mike Sekowsky)
- 1963 - Alley Award per Striscia che dovrebbe migliorare
- 1963 - Alley Award per Artista preferito sulla "Justice League of America" (Murphy Anderson)
- 1973 - Shazam Award per Miglior inchiostratore (sezione non umoristica) (Dick Giordano)

## Altri media

### Cinema

#### Progetti abbandonati
Un film intitolato Justice League: Mortal era programmato per il 2011, diretto da George Miller. L'adattamento fu annunciato nell'autunno del 2007 dalla Warner Bros. Visto la delusione per Superman Returns e con Christopher Nolan al lavoro su Il cavaliere oscuro, si decide di creare un team dove i due personaggi sono interpretati da nuovi attori e quindi il film sulla Justice League non dovrà essere in continuity con la trilogia sul Cavaliere Oscuro di Nolan o con i film di Superman precedenti al 2007.
Miller assicurò ai fan del fumetto che sarebbe stato possibile lo sviluppo di spin-off centrati sui personaggi principali, in modo da trarne profitto con l'uscita del film. La Warner Bros. nel febbraio 2007 ha assunto Kieran e Michel Mulroney per stendere delle bozze. Voci consistenti nate nel febbraio 2007 e diffuse sino all'aprile 2008 indicavano che il film sarebbe stato annullato perché troppo sottovalutato dalle case di produzione; sulla fine di aprile 2008 il produttore Joel Silver dichiarò che il film era stato accantonato a tempo indeterminato.
La lavorazione doveva iniziare nel febbraio 2008, con l'utilizzo della tecnica motion capture e con 220.000.000 $ stanziati dalla WB per sviluppare set ed effetti speciali. Le riprese, si sarebbero dovute svolgere in Australia, a Sydney e nei deserti dell'ovest. Lo sciopero degli sceneggiatori di Hollywood nel 2007 causò il posticipo dell'inizio riprese all'aprile 2008, con location in Canada e interni ai Fox Studios Australia.
Per la parte di Wonder Woman la produzione aveva contattato attrici molto note tra cui Jessica Biel e Katie Holmes, però entrambe le attrici hanno rifiutato la parte, la prima di queste era la candidata principale per la parte. Successivamente il 26 ottobre 2007 è stata diffusa la notizia che l'interprete di Wonder Woman sarebbe stata Teresa Palmer. In seguito la notizia è stata smentita ed è stato comunicato ufficialmente che ad interpretare la supereroina sarà Megan Gale. Palmer resta comunque nel cast con il ruolo di Talia al Ghul. L'attore Adam Brody era fortemente interessato fin dall'inizio ad entrare a far parte del cast di Justice League, ed ha incontrato il regista George Miller per ottenere una parte. Dopo tante voci su quale personaggio potesse interpretare il 6 dicembre 2007 la Warner Bros. ha confermato che Brody sarebbe stato nel cast nel ruolo di Flash.
La realizzazione di costumi ed effetti visivi è stata affidata alla Weta, azienda creata da Peter Jackson. I compiti avrebbero dovuto essere divisi fra la costumista Marit Allen e la Weta Digital, per la parte degli effetti. L'improvvisa scomparsa della Allen (morta mentre lavorava al film) costringe la produzione a modificare quanto pianificato in precedenza. La supervisione degli effetti visivi resterà alla Sony Pictures Imagework, che cura comunque la gran parte dei vari effetti del film.
Il regista Miller ha dichiarato, garantendo la realizzazione dell'opera, che è possibile che il titolo del film venga modificato per renderlo più familiare alle nuove generazioni. L'ottimismo del regista si scontra però con diversi ostacoli quali: la posticipazione delle riprese in seguito allo sciopero degli sceneggiatori di Hollywood, l'incredibile successo ottenuto dal Il cavaliere oscuro di Nolan (nel 2008) che ha reso più problematica la coesistenza di due Batman cinematografici, e infine la Australian Film Commission non concedendo agli studios lo sgravio fiscale che si aspettavano. Come conseguenza il film di Miller non viene realizzato e bisognerà aspettare quasi dieci anni per l'uscita nelle sale di un blockbuster sulla Justice League. Infatti se l'opera di George Miller avesse rispettato le fasi di realizzazione, sarebbe uscita nel 2009, cioè un anno dopo l'Iron Man dei Marvel Studios e tre anni prima dell'uscita del The Avengers del regista Joss Whedon. Questo porta ad un ritardo nella creazione di un universo cinematico della DC rispetto alla rivale Marvel e la perdita di George Miller come supervisore e consulente creativo dell'intero progetto. Qualche anno dopo sarà invece Zack Snyder a ereditarne il compito dopo aver proposto la sua visione di Superman e Batman.

#### DC Extended Universe

La Justice League, da sinistra: Cyborg, Flash, Batman, Superman, Wonder Woman e Aquaman in Zack Snyder's Justice League (2021)

La Warner Bros. ha ripreso in considerazione la realizzazione del film dopo il successo planetario di The Avengers. Il film, che doveva essere distribuito nelle sale nel 2015 su sceneggiatura di Will Beall, già sceneggiatore di Gangster Squad, è stato bloccato per via del copione non approvato dai produttori, e di vari rifiuti da parte di registi convocati per dirigerlo. La sua produzione ritarda per alcuni anni, ma nel 2014 è stato ufficialmente confermato che la pellicola si farà, verrà diretta da Zack Snyder, già regista de L'uomo d'acciaio e di Batman v Superman: Dawn of Justice, e sarà girata back-to-back con quest'ultimo film; l'uscita è prevista per il 17 novembre 2017. Il cast è composto da Henry Cavill (Superman / Clark Kent), Ben Affleck (Batman / Bruce Wayne), Gal Gadot (Wonder Woman / Diana Prince), Jason Momoa (Aquaman / Artuhr Curry), Ray Fisher (Cyborg / Victor Stone), Ezra Miller (Flash / Barry Allen), Jesse Eisenberg (Lex Luthor), Amy Adams (Lois Lane), Amber Heard (Mera), J.K. Simmons (commissario James Gordon), Jeremy Irons (Alfred Pennyworth), Willem Dafoe (Nuidis Vulko). Il film è sceneggiato da Chris Terrio, sceneggiatore di Argo (2012), e cercato dalla Warner Bros. per i consensi e le buone impressioni che il suo screenplay di Batman v Superman: Dawn of Justice ha conseguito, dopo la riscrittura della prima stesura ad opera di David S. Goyer. A maggio del 2017, Zack Snyder annuncia di ritirarsi dalla lavorazione dell'opera in seguito a un grave lutto familiare. Le riprese della pellicola sono già ufficialmente terminate ma pare che sia necessario rigirare alcune sequenze e la realizzazione di scene aggiuntive. Per porre rimedio lo stesso Snyder si rivolge a Joss Whedon che accetta di subentrare. In una dichiarazione ufficiale Snyder dichiara di doversi allontanare completamente dal progetto, che non seguirà neanche in fase di post-produzione. Le nuove scene sono state però concordate e scritte all'unisono con Whedon.
L'esordio del film è sotto le aspettative, raccogliendo circa 93 milioni di dollari nel weekend di apertura. La Warner si aspettava come previsione minima cifre superiori ai 100/120 milioni di dollari. Tra i movies dell'Universo cinematico della DC risulta essere il più basso, in contrasto con l'impegno e le risorse dedicate ad un progetto che doveva essere la cuspide dell'universo cinematografico che la Warner vuole contrapporre ai Marvel Studios. Gli incassi del primo weekend di The Avengers (supergruppo di punta della Marvel), uscito nel 2012, sono stati di $207.438.708. Si tratta di una cifra che supera il doppio degli incassi iniziali della Justice League. Da sottolineare che il budget di quest'ultimo si aggira intorno ai 300 milioni di dollari mentre per il primo Avengers furono spesi 220 milioni. Nonostante il film arrivi ad incassare globalmente 661 milioni di dollari, viene considerato un flop dai vertici della Warner Bros. che arrivano a licenziare John Berg, responsabile degli adattamenti cinematografici dei fumetti DC. Dietro questa decisione bisogna considerare che la tanto attesa versione cinematografica della Justice League ha incassato meno dei 4 precedenti lungometraggi del DC Extended Universe cinematografico, ovvero L'uomo d'acciaio (al 4º posto), Suicide Squad (al 3º posto) Batman v Superman: Dawn of Justice (al 2°) e Wonder Woman (al primo), capace di incassare oltre 800 milioni di dollari. Il confronto con il secondo film degli Avengers è poi schiacciante in quanto Avengers: Age of Ultron (del 2015) arriva ad incassare globalmente un miliardo e 405 milioni di dollari. Nello stesso anno la Justice League viene inoltre battuta dall'ennesimo reboot dell'arrampicamuri che con Spider-Man: Homecoming incassa circa 880 milioni di dollari in tutto il mondo. La rivista Variety sottolinea inoltre il malcontento della dirigenza Time Warner per la scelta di continuare ad insistere su Zack Snyder, sempre presente o come regista o come produttore esecutivo dei film che avrebbero dovuto edificare l'universo cinematografico della DC. Viene messo sotto accusa anche lo stesso Geoff Jhons, direttore editoriale e presidente della divisione comic, ma anche consulente creativo per gli adattamenti cinematografici dei personaggi DC.
Dopo l'uscita del film nelle sale cinematografiche, uscirono diversi rumor sulle pesanti modifiche apportate da Whedon e imposte dalla Warner, la quale voleva ridurre la durata del film sotto le 2 ore e voleva alleggerire il tono molto cupo del film, aggiungendo diversi momenti comici. Contemporaneamente, Snyder rivelò alcuni dettagli su come si sarebbe evoluta la trama del suo film, dell'importanza di alcuni protagonisti (per esempio Cyborg e Flash) e dell'apparizione di altri personaggi secondari tagliati nel montaggio finale che avrebbero ripreso i loro ruoli nei sequel. Da qui, i fan avviarono la campagna chiamata "#releasethesnydercut", ovvero rilasciare una versione del film più fedele alla visione originale di Zack Snyder. A questa campagna si unirono anche alcuni membri del cast, fra cui spiccano Ray Fisher e Jason Momoa. Per molto tempo, Warner Bros. ha negato l'esistenza della Snyder Cut, tuttavia, dopo alcuni anni e le sempre crescenti pressioni dei fan, nel maggio del 2020, la Warner concede a Snyder di completare la sua versione, intitolandolo Zack Snyder's Justice League, e pubblicato nel 2021 sulla piattaforma HBO Max. Questa versione contiene materiale inedito, scene, personaggi e sottotrame secondarie rimosse nel montaggio di Whedon. Per completare la Snyder Cut, furono necessari altri 70 milioni di dollari per terminare il montaggio, aggiungere effetti speciali e girare le riprese aggiuntive. Il film negli Stati Uniti è uscito in contemporanea sia al cinema, sia su HBO Max (a causa della pandemia da Covid-19), mentre in Italia è uscita in esclusiva streaming su Sky e Now. Fin dalla sua uscita, le recensioni sono state più positive rispetto alla versione del 2017 e sono state lodate le interpretazioni degli attori. Tuttavia, nonostante il successo ottenuto, la Warner ha espresso la sua intenzione di concentrarsi sui progetti stand-alone, piuttosto che proseguire su quelli crossover, provocando così l'uscita della una nuova campagna "#restorethesnyderverse", ovvero permettere al regista Snyder di girare i 2 sequel di Justice League, chiudendo così il suo universo narrativo.
Successivamente parte del gruppo (esclusi Batman e Cyborg) compare in un cameo nel finale della prima stagione della serie televisiva del DCEU Peacemaker, venendo inoltre insultata ripetutamente dall'antieroico protagonista con insulti inappropriati.

#### DC Universe
Dopo l'insuccesso del DC Extended Universe (DCEU), il regista James Gunn diventato co-CEO di DC Studios insieme a Peter Safran decide di rilanciare il franchise con il DC Universe (DCU) e l'11 luglio 2025, in un articolo dalla The Wall Street Journal viene riferito che aveva pianificato di realizzare una nuova versione della Justice League.

### Home Video
- Justice League: Origini segrete, trasmesso inizialmente in televisione come lungometraggio d'animazione il 17 novembre 2001[104]. La storia serve da lancio per la nuova e prima serie televisiva d'animazione intitolata alla Justice League[104]. Nelle repliche l'opera sarà però divisa in tre episodi accreditati come il n. 1-2-3 dello show TV[104]. L'edizione per il mercato home video esce il 23 aprile 2002 in versione DVD e VHS[104]. Si tratta della prima apparizione della Justice League nel DC Animated Universe (o DCAU), cioè quell'universo narrativo che prende origine dalla serie d'animazione su Batman ideata da Paul Dini e trasmessa a partire dal 1992[104]. Da non confondere con le opere che rientrano nel DC Universe Animated Original Movies che nasce nel 2007 e il cui primo progetto legato alla Justice League è The New Frontier del 2008. In Secret Origins si vede la nascita del team e i 7 membri originali secondo i canoni del DCAU, questi sono: Superman, Batman, Martian Manhunter, Wonder Woman, Flash III (Wally West), Hawkgirl (Shayera Hol, ovvero la versione Silver Age del personaggio), e il Lanterna Verde afroamaricano John Stewart[104].
- Justice League: Attraverso una stella, seconda opera d'animazione del gruppo ad essere distribuita come lungometraggio per il mercato Home video[60]. Si tratta di un montaggio degli ultimi tre episodi della serie animata Justice League, dal n. 24 al 26[105]. Negli Stati Uniti sono stati trasmessi consecutivamente il 29 maggio 2004[105] e poi, nello stesso anno, è uscita la versione in DVD presentata come un unico film d'animazione dal titolo Star Crossed[60]. La sceneggiatura è di Dwayne McDuffie e Rich Fogel e la regia di Dan Riba e Butch Lukic[105]. La centro della storia c'è Hawkgirl, membro della League, e i thanagariani, alieni provenienti dal suo paese nativo[105]. Quanto accade in Starcrossed viene poi accennato nella seguente serie animata del gruppo intitolata Justice League Unlimited che si pone quindi in continuity con la precedente e di cui questo lungometraggio ne è l'epilogo[105].
- Justice League: The New Frontier, distribuito nel febbraio 2008, è il primo lungometraggio d'animazione della Justice League che rientra nel DC Universe Animated Original Movies[60]. Si tratta di un brand della Warner Bros., il cui scopo è produrre opere d'animazione da distribuire direttamente nel mercato dell'Home video grazie principalmente al supporto in DVD. I titoli seguenti della Justice League sono tutti realizzati e distribuiti per sotto questa etichetta. La storia The New Frontier si ispira alla celebrata miniserie omonima scritta e disegnata da Darwyn Cooke distribuita nel 2004 (tra marzo e novembre)[106]. La versione animata vede alla regia Dave Bullock e lo stesso Cooke in veste di sceneggiatore e co-produttore[60]. Qui ha modo di sfruttare la sua esperienza come storyboard artist, ruolo ricoperto negli anni novanta in diverse serie d'animazione per la televisione[106].
- Justice League: La crisi dei due mondi, lungometraggio d'animazione distribuito in DVD nel febbraio 2010, diretto da Sam Liu e Lauren Montgomery, prodotto da Bruce Timm[60]. La storia è scritta da Dewayne McDuffie, già autore di diversi episodi della serie animata Justice League Unlimited e di un ciclo di storie sulla serie a fumetti JLA. L'opera prende spunto dalle storie dell'epoca Silver Age nelle quali Gardner Fox e Julius Schwartz introdussero Terra-3 nel multiverso della DC. In questa realtà alternativa i membri della League sono malvagi e si sono uniti nel Sindacato del Crimine per dominare il mondo e soddisfare le loro manie di grandezza. In Crisis on Two Earths, il Lex Luthor di questo mondo contatta la Justice League (di Terra-0) per poter affrontare le loro controparti malvagie ad armi pari. Nella storia si vede anche l'influenza della graphic novel JLA: Terra 2 di Grant Morrison e Frank Quietly, pubblicata nel 2000 e punto di riferimento per la versione moderna del Crime Syndicate of Amerika.
- Justice League: Doom, film d'animazione distribuito nel 2012. La regia è di Lauren Montgomery qui anche in veste di produttrice insieme a Bruce Timm e Sam Liu. La storia è di Dwayne McDuffie che qui firma la sua ultima opera in quanto viene a mancare poco dopo la realizzazione del lungometraggio. La vicenda si ispira allo story-arc La torre di Babele, serializzato sulla serie a fumetti JLA e scritto originariamente da Mark Waid.
- Justice League: The Flashpoint Paradox, lungometraggio d'animazione distribuito nel 2013, scritto da Jim Krieg e diretto da Jay Oliva[60]. La storia si basa sull'universe-wide crossover Flashpoint pubblicato nel 2011 e concepito da Geoff Johns, Jim Lee e Dan DiDio. Il fine dell'opera è stato l'azzeramento del continuity dell'universo DC e il rilancio delle serie supereroistiche con The New 52. Anche in The Flashpoint Paradox Flash II (Barry Allen) è la causa dell'anomalia che porta ad un nuovo linea temporale. Questo influenza le trasposizioni animate per il direct-to-video della League tra il 2013 e il 2016 in quanto prendono spunto dalla continuity degli albi pubblica dopo il 2011 all'interno de "I Nuovi 52".
- Justice League: War, lungometraggio d'animazione, distribuito in Digital HD nel gennaio 2014 e il mese successivo con i supporti fisici in DVD e Blu Ray. La storia è tratta dalla serie regolare Justice League pubblicata a partire dal 2011 sotto il banner The New 52 ed è l'adattamento dello story-arc "Origin" di Geoff Johns e Jim Lee. La regia è di Jay Oliva[60]. Prima opera d'animazione della League ad ispirarsi alla continuity post-Flashpoint, cioè quelle in vigore a livello editoriale tra il 2011 e il 2015.
- Justice League: Il Trono di Atlantide: lungometraggio d'animazione, distribuito in Digital HD nel gennaio 2015 e il mese successivo con i supporti fisici in DVD e Blu Ray[60]. La storia prende spunto dalla saga Throne of Atlantis che si dipana sulle serie regolari Justice Legaue e Aquaman. Gli autori del fumetto sono Geoff Johns, Paul Pelletier e Ivan Reis. L'adattamento per l'home video è di Heath Corson (per la sceneggiatura) e Ethan Spaulding (per la regia)[60]. La storia si sviluppa intorno al personaggio di Aquaman, al suo lignaggio come Re dei Mari, e alla sua nemesi Ocean Master.
- Justice League: Gods and Monsters: primo lungometraggio d'animazione ad avere come protagonista una Justice League di un universo alternativo[60]. Disponibile dal 21 luglio 2015 per il download in Digital HD e dal 28 luglio con i supporti fisici in DVD e Blu Ray. Il regista è Sam Liu e la storia è di Alan Burnett e Bruce Timm[60]. L'opera è ambiziosa e insolita in quanto non sono presente i membri della League a cui si è abituati secondi i canoni delle serie a fumetti (ambientati su Terra-0) ma i personaggi sono versioni alternative dei medesimi[60]. In Gods and Monsters Batman è il Dottor Kirk Langstrom (ovvero il Man-Bat della continuity di Terra-0), Superman è figlio del Generale Zod e Wonder Woman è Bekka, proveniente da Nuova Genesi e vedova di Orion ed è quindi un personaggio legato alla mitologia del Quarto Mondo di Jack Kirby. Tra il luglio e l'agosto del 2015 sono stati pubblicati 4 albi a fumetti che servono da prologo e origine per la Trinità DC alternativa del lungometraggio e la nascita della corrispettiva Justice League. I testi sono di Jean Marc DeMatteis e Bruce Timm.
- Justice League vs. Teen Titans: lungometraggio d'animazione disponibile per il download nel marzo 2016 e sui supporti fisici in DVD e Blu Ray dal mese successivo[60]. Diretto da Sam Liu e sceneggiato da Bryan Q. Miller e Alan Burnett[60]. La storia, oltre alla Justice League ha come protagonista un altro celebre gruppo della DC Comics quali i Teen Titans. Questo team è composto solitamente dai supereroi più giovani dell'universo DC e in questa occasione i Titans sono formati da: Raven (supereroina creata negli anni ottanta), Beast Boy (personaggio creato nella Silver Age), il terzo Blue Beetle (ovvero Jaime Reyes), Starfire, e il quarto Robin, alias Damian Wayne (figlio di Bruce Wayne).
- Justice League Dark: lungometraggio d'animazione disponibile per il download in Digital HD il 24 gennaio 2017 e sui supporti fisici in DVD e Blu Ray il 7 febbraio. Protagonista della storia è un nuovo gruppo di Leaguers nato sulle pagine della serie a fumetti Justice League Dark e formato da personaggi che i cui poteri hanno origini soprannaturali o le cui serie hanno fatto parte dell'etichetta Vertigo. Difatti l'autore che crea questa "Lega Oscura" è Peter Milligan, scrittore di diverse serie del suddetto imprint. La versione Home video vede alla regia Jay Oliva e alla sceneggiatura Ernie Altbacker e Jean Marc DeMatteis.
- Justice League vs. the Fatal Five: lungometraggio d'animazione disponibile il 30 marzo 2019 per il download (digital copy) e in cofanetto con copia Blu-Ray e 4K Ultra HD[107]. Storia di Eric Carrasco e sceneggiatura di Jim Krieg, Alan Burnett e lo stesso Carrasco[107][108]. Prodotto e diretto da Sam Liu[107]. La storia vede lo scontro tra la Justice League e un team di criminali provenienti dal futuro ovvero i Fatal Five[108], apparsi per la prima volta nei fumetti sulla serie Adventure Comics nel n. 367 (gennaio 1967). In aiuto dei Leaguers arriva un altro supereroe del futuro quale Star Boy[108], membro della Legione dei Supereroi nel XXX° secolo e, durante un periodo passato nel XXI° secolo, anche membro della Justice Society of America come Starman VIII.

### Televisione
- La prima versione non fumettistica della Justice League sono 3 mini-episodi d'animazione della durata di 7 minuti ciascuno. Sono stati trasmessi dalla rete americana CBS come appendice della serie animata The Superman/Aquaman Hour of Adventure (1967-1968). I componenti del gruppo erano le versioni Silver Age di Superman, Flash, Atomo, Hawkman e Lanterna Verde.[109]
- La seconda versione televisiva della Justice League fu I Superamici, che comprese varie incarnazioni dal 1973 al 1986. La serie cominciò con Superman, Batman, Robin, Aquaman e Wonder Woman con le spalle Wendy, Marvin e Wonder Dog, il cane di Marvin. Ci furono anche delle apparizioni di Flash (Barry Allen), Freccia Verde, Hawkman, Cyborg, Plastic Man e altri supereroi DC Comics. La serie fu realizzata dagli studi Hanna-Barbera e trasmessa dalla ABC.
- Tra il 1978 e 1979 gli stessi studi di produzione Hanna-Barbera realizzarono una versione dal vivo del supergruppo (Live-action special). Si tratta del primo lungometraggio non d'animazione della Justice League. L'episodio fu diviso in due parti e trasmesso dalla NBC il 18 e 25 gennaio 1979. Il titolo dello Speciale è Legends of The Super-Heroes. I membri del gruppo sono Batman, Robin, Hawkman, Capitan Marvel, Black Canary, Flash, la Cacciatrice. La storia vanta un'estrema povertà produttiva che si riflette nelle quasi totale mancanza di effetti speciali e basso livello nella cura dei costumi e make-up dei personaggi. Il tono della sceneggiatura riprende le atmosfere campy della serie televisiva di Batman degli anni sessanta. Non a caso l'attore che interpreta l'Uomo Pipistrello è lo stesso Adam West che torna nei panni di Batman a distanza di dieci anni.
- Nel 1997 la stazione televisiva CBS ha prodotto un pilot per una serie televisiva diretto da Félix Enríquez Alcalá[110]. Nell'episodio comparivano il Flash di Barry Allen, la Lanterna Verde di Guy Gardner, Fire, Ice, Atom e Martian Manhunter. La serie non fu mai realizzata.
- Nel 2001 la JLA ha debuttato con una propria serie animata chiamata Justice League, facente parte del DC Animated Universe (sulla scia delle serie di Batman e Superman). Si tratta della prima serie d'animazione a portare il titolo Justice League e viene varata sull'onda del successo delle precedenti serie di Bruce Timm e dal buon riscontro di vendite della serie a fumetti JLA, lanciata nel 1996 dallo scrittore Grant Morrison. Per questo nuovo TV show, Timm viene affiancato da James Tucker e Dwayne McDuffie come producer e editor. L'opera, trasmessa da Cartoon Network, conta due stagioni per un totale di 52 episodi, dal novembre 2001 al maggio 2004. Caratteristica della serie è quella di creare archi narrativi che si dipanano in più di un singolo episodio e che in genere si sviluppano in 2 o 3 parti. In questo modo si producono storie di più ampio respiro con la possibilità di sfruttare maggiormente il numeroso cast di personaggi. Dopo la chiusura viene subito realizzato un sequel intitolato Justice League Unlimited.
- Tra il luglio 2004 e il maggio 2006, viene trasmessa la nuova serie animata Justice League Unlimited, sequel della precedente Justice League e facente parte del DC Animated Universe[111]. Lo show conta un totale di 3 stagioni da 13 episodi ciascuna[111]. Rispetto alla serie precedente vengono fatti ruotare molti supereroi come membri o aiutanti dei Leaguers[111]. In questo modo si dava la possibilità ai telespettatori di venire a conoscenza di numerosi personaggi del DC Universe. Per la realizzazione degli episodi sono coinvolti scrittori di primo piano quali J.M. DeMatteis, Warren Ellis (anche se solo per un episodio), Gail Simone, Geoff Johns e Dwayne McDuffie[111]. A quest'ultimo viene anche affidato un controverso ciclo di storie sulla serie regolare a fumetti JLA che porterà ad uno scontro tra McDuffie e la dirigenza della DC[49].
- Nel 2004, la Justice League compaiono anche nell'ultimo episodio della quarta stagione e negli episodi della quinta e ultima stagione della serie animata The Batman. Oltre il protagonista Batman, insieme con Robin e Batgirl, gli alcuni membri della squadra ci sono tra cui Superman, Martian Manhunter, Flash, la Lanterna Verde, Freccia Verde e Hawkman.
- La Justice League compare anche nella serie televisiva Smallville, per la prima volta nella sesta stagione e ricomparirà anche in seguito in diverse occasioni. In questo adattamento viene fondato da Oliver Queen per contrastare Lex Luthor, e la formazione originale comprende lo stesso Queen, Bart Allen, Victor Stone, Arthur Curry, Clark Kent e Chloe Sullivan nel ruolo di "Watchtower"; successivamente al gruppo si uniscono anche Dinah Lance, Carter Hall, John Jones, Courtney Whitmore e Tess Mercer come nuova "Watchtower". Nella decima stagione si unisce al gruppo anche Supergirl mentre Bruce Wayne diviene membro ufficiale del team solo nell'undicesima stagione con l'episodio Alien. In tutti gli episodi all'interno della serie Smallville, il nome Justice League non viene mai dato ufficialmente al gruppo.
- Il team torna in versione animated nel 2016, a distanza di 10 anni da Justice League Unlimited, ultima serie d'animazione sul gruppo. La struttura dello show è però meno ambiziosa ed ogni episodio si limita ad una durata media di circa 15 minuti[112]. Il titolo è Justice League Action e viene trasmesso dal canale Cartoon Network a partire dal 16 dicembre 2016 (negli Stati Uniti)[112]. Si abbandonano archi narrativi multiepisodio per optare su un intrattenimento più immediato ed esplicitamente diretto quasi unicamente ad un pubblico infantile[112]. Si punta infatti a replicare il successo della serie animata Teen Titans Go!, che ha debuttato sul medesimo canale nel 2015[112]. Justice League Action non rientra più nella continuity del DC Animated Universe, terminato con l'ultimo episodio di Justice League Unlimited ed iniziato nel 1992 con Batman: The Animated Series. I producers della trasmissione sono: Sam Register, Butch Lukic, Alan Burnett e Jim Krieg. La serie è in corso di programmazione[112].
- Il team compare anche nell'Arrowverse. Al termine del crossover del 2019/2020 Crisi sulle Terre Infinite, Barry Allen decide di creare un team con il compito di proteggere la neonata Terra-Prima e scegliendo come base la vecchia struttura dismessa dei Laboratori STAR visto nel crossover Invasione, la formazione iniziale comprende oltre allo stesso Flash, Kara Danvers, Kate Kane, Clark Kent, J'onn J'onnz, Sara Lance e Jefferson Pierce, altri elementi visti nella base sono una teca con il costume indossato da Oliver Queen prima di morire, davanti a questo una fiaccola accesa a forma di punta di freccia e il tavolo con otto posti compreso quello simbolico per Oliver.

### Videogiochi
- Ad ottobre del 1995 la Acclaim Entertainment pubblica il primo videogioco intitolato al gruppo. Il videogame prende il nome Justice League Task Force ed è giocabile su Super Nintendo e Sega Mega Drive. Il genere è picchiaduro e quindi riprende lo stile di gioco dei grandi successi dell'epoca quali Street Fighter e Mortal Kombat. Come principale antagonista viene inserito Darkseid.
- Il gruppo è protagonista dell'omonimo videogame Justice League Heroes, creato dagli Snowblind Studios nel 2006. Si tratta di un RPG ed è scritto da un veterano della serie a fumetti quale Deayne McDuffie. Questo dona al gioco la peculiarità di essere in continuity con gli albi pubblicati in quel periodo dalla DC Comics. I personaggi utilizzabili sono Superman, Batman, Wonder Woman, Flash, Lanterna Verde (John Stewart), Martian Manhunter e Zatanna; in alcuni livelli si possono utilizzare anche altri sei personaggi, ovvero Aquaman, Freccia Verde, Hawkgirl, la Cacciatrice e le altre due Lanterne Verdi, Hal Jordan e Kyle Rayner.
- Injustice: Gods Among Us, videogioco prodotto dalla NetherRealm Studios e distribuito a partire dal 16 aprile 2013[113]. Si tratta di un gioco basato sulla sfida uno contro uno di diversi personaggi a scelta tra quelli del DC Universe. La struttura è quindi simile a Mortal Kombat. Non è specificatamente intitolato alla Justice League ma è comunque rilevante per le conseguenze editoriali dovute al grande successo del gioco. A partire dal 2013 cominciano infatti ad essere pubblicate diverse miniserie a fumetti dal titolo Injustice ispirate al videogame ma che ne sviluppano l'universo narrativo e sono tuttora in corso di pubblicazione. In questi fumetti si assiste all'ascesa di Superman come dittatore (e quindi supercriminale) del pianeta. Nella sua azione è appoggiato da diversi supereroi e supercriminali tra cui Wonder Woman, Flash II, Black Adam, Hawkgirl e molti altri. Ad opporsi si forma una "Lega" di ribelli il cui leader è Batman, a cui si uniscono supercriminali come Lex Luthor ed eroi come Freccia Verde. Per la prima volta un videogioco ispirato ai personaggi DC arriva, a sua volta, a generare una realtà alternativa all'interno dell'universo fumettistico e cartaceo della stessa casa editrice e diviene a sua volta fonte di ispirazione per versioni distopiche della Justice League.
- Injustice 2, sequel del precedente Injustice: Gods Among Us, è prodotto dalla NetherRealm Studios e distribuito a partire dal 16 maggio 2017[114]. Una delle novità assolute del videogioco è la possibilità data ai gamers di creare il look dei personaggi DC e sviluppare le loro capacità di combattimento[114]. Anche questo videogame origina una serie a fumetti regolare, scritta da Tom Taylor e distribuita inizialmente in versione digitale. A partire da ottobre 2017 viene anche raccolta in volumi cartonati[115]. La storia è un sequel del primo Injustice e si svolge quindi in un universo alternativo rispetto alla continuity principale (ovvero quella di Terra-0 o New Earth[116]). La dittatura di Superman è stata debellata e il kryptoniano è imprigionato[115]. Batman e la sua "Lega" hanno vinto ma l'ordine e l'autorità non sono ristabiliti e si aprono pericolosi vuoti di potere[115].
- In The LEGO Movie Videogame Batman, Superman, Wonder Woman e Lanterna Verde sono gli unici supereroi giocabili.